# Volksrepubliek China
China (uitspraak: [ˈʃina]; vereenvoudigd Chinees: 中国; traditioneel Chinees: 中國; pinyin: Zhōngguó), voluit Volksrepubliek China (vereenvoudigd Chinees: 中华人民共和国; traditioneel Chinees: 中華人民共和國; pinyin: Zhōnghuá Rénmín Gònghéguó), is een land in Oost-Azië. De Volksrepubliek China heeft een sterk gecentraliseerd en autoritair bestuur met een communistische staatsinrichting en een eenpartijstelsel, maar een semi-vrije markt en sterk geïndustrialiseerde en snel groeiende economie. De hoofdstad is Peking (Beijing) en de grootste stad is Shanghai. Daarnaast liggen in China tientallen andere miljoenensteden. Bestuurlijk is de volksrepubliek verdeeld in 23 provincies, vijf autonome regio's, vier stadsprovincies en twee speciale bestuurlijke regio's.
Met een bevolking van 1,4 miljard is China qua inwoners het tweede grootste land ter wereld (na India). Met een oppervlakte van 9.596.961 km² is het land vierde qua oppervlakte (na Rusland, Canada en de Verenigde Staten).
China kent diverse landschappen, met hoge gebergtes als de Tian Shan en de Himalaya en de Taklamakan- en de Gobi-woestijnen in het westen, en vruchtbare vlaktes en plateauland in het oosten. Deze laatste kennen in het noorden een landklimaat met zeer koude winters, maar in het zuiden subtropische regenwouden aan de grens met Vietnam en Laos. Het grondgebied wordt in het noorden begrensd door Mongolië en Rusland, in het oosten door Noord-Korea, en in het westen door Afghanistan, Kazachstan, Kirgizië, Tadzjikistan en Pakistan. In het zuiden zijn India, Nepal, Bhutan, Myanmar, Laos en Vietnam de buren. Daarnaast heeft China een kustlijn van 6400 km aan het oosten en zuiden die grenst aan de Gele Zee, de Oost-Chinese Zee en de Zuid-Chinese Zee.
China is een van de vroegste centra van beschaving en werd vrij vroeg in de wereldgeschiedenis een groot verenigd land met een geavanceerde cultuur op het vlak van kunst en wetenschap. Door de millennia heen verenigden keizerlijke dynastieën China tijdens stabiele perioden, die werden afgewisseld met perioden van politieke onrust en verandering. De Volksrepubliek ziet deze dynastieën als haar directe voorgangers. De eerste keizer, Qin Shi Huangdi, kwam in 221 v.Chr. aan de macht door het land voor het eerst te verenigen. Hij liet het Terracottaleger en de eerste Chinese Muur achter. De laatste keizerlijke dynastie, de Qing, kwam in 1911 ten einde toen de Republiek China werd uitgeroepen. Het midden van de 20e eeuw was echter een periode van chaos en rampspoed, met de militaire inval van Japan, de Chinese Burgeroorlog, en economisch wanbeleid en hongersnoden onder Mao Zedong, onder wiens leiding de communisten in 1949 de burgeroorlog wonnen. De Volksrepubliek wordt internationaal erkend sinds 1971, toen het de plaats van de Republiek China, Taiwan, innam als Chinese vertegenwoordiger bij de Verenigde Naties. De traditionele cultuur van het land, die vooral wordt gekenmerkt door taoïsme, confucianisme en boeddhisme, is na meer dan een halve eeuw communistisch bestuur grotendeels uit het dagelijks leven verdwenen. Sinds het begin van economische hervormingen in 1978 heeft China een spectaculaire economische groei doorgemaakt. De tiende president van de Volksrepubliek, Xi Jinping, leidt het land sinds 2013 op een toenemend nationalistische en autoritaire wijze. Xi heeft de politieke vrijheden verder beperkt en de macht van de president vergroot.

## Etymologie
De Nederlandse woorden China en Sino- stammen vermoedelijk af van 'Qin' (秦, Qín), de naam van de eerste keizerlijke dynastie. Deze naam is vanaf die dynastie via verschillende talen langs de Zijderoute naar Europa overgedragen. De niet-verwante Chinese naam voor China is 'Zhōngguó' (中国), hetgeen betekent: 'Het Rijk van het Midden'.
Tijdens de Chinees-Japanse oorlogen (1894-1895 en 1937-1945), werd China door de Japanners "Shina" (支那) genoemd; sinds het einde van de Tweede Wereldoorlog spreken de Japanners officieel eveneens van 中国 (in het Japans uitgesproken als Chūgoku). In het Chinees wordt 支那 thans nog gebruikt om te verwijzen naar gebieden zoals Indochina (Chinees: 印度支那; pinyin: Yìndù-Zhīnà).

## Geschiedenis

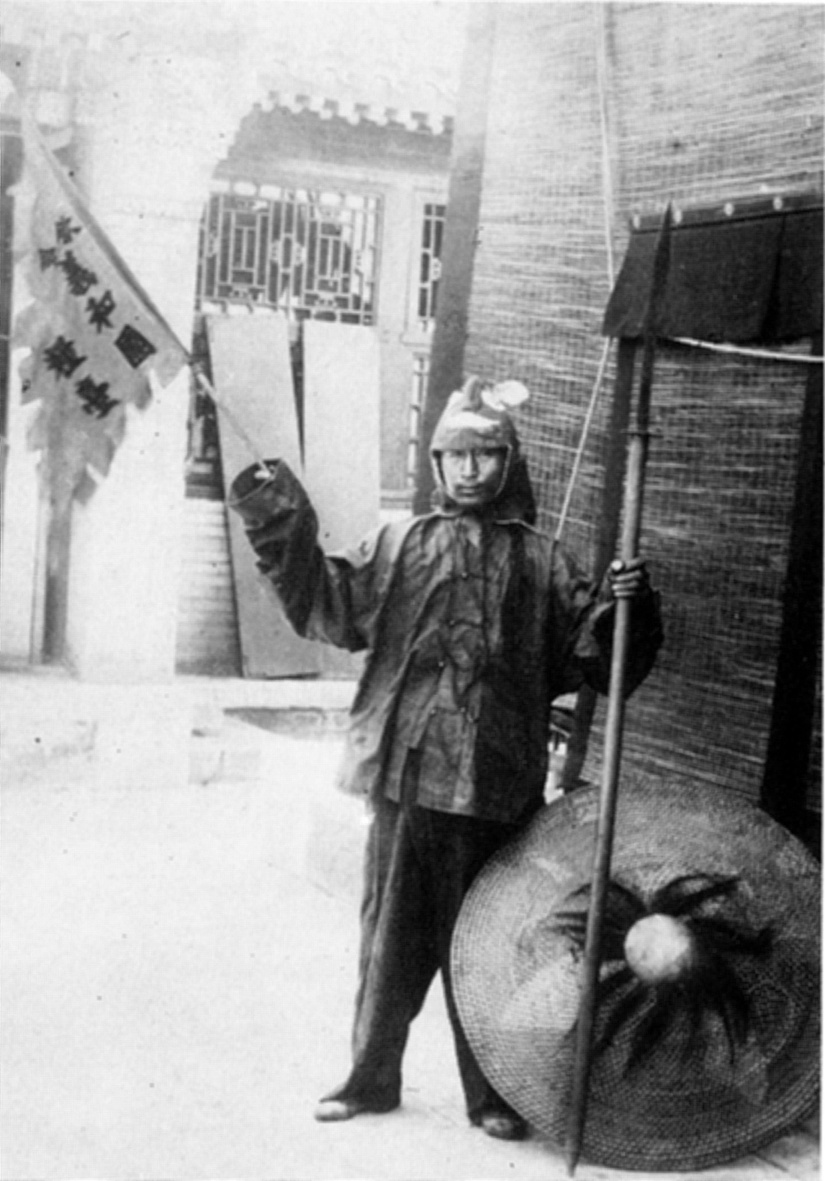
Chinese rebel in de Bokseropstand (1900).

China is een van de vroegste centra van beschaving en werd vrij vroeg in de wereldgeschiedenis een groot verenigd land met een geavanceerde cultuur op het vlak van kunst en wetenschap.
De eerste dynastie zou al rond 2200 v.Chr. ontstaan zijn, in het huidige Henan. Onder het regime van de Zhou-dynastie (1122 v.Chr. – 256 v.Chr.) ontwikkelde zich de basis voor de latere Chinese cultuur, literatuur en filosofie. Pas in 221 v.Chr kwam de eerste keizer, Qin Shi Huangdi, aan de macht, die het land verenigde na eeuwen van onrust. Hij liet onder andere het Terracottaleger en de Chinese Muur achter toen hij in 210 v.Chr. stierf. De naam China is overigens ook afgeleid van Qin.

### Het laatste keizerrijk
Onder de laatste, door de Mantsjoes geleide, dynastie (de Qing-dynastie) nam de invloed van Russen en de Westerse koloniale machten toe. In de 19e eeuw leidden beperkingen op de handel door de Chinezen en de smokkel van opium door de Britten tot de Opiumoorlogen. Na de overwinning van de Britten in 1860 werd de Conventie van Peking (1860) opgesteld. Onder druk van de Britse en Franse troepen werd de Qing-dynastie in het ongelijke verdrag gedwongen afstand te doen van o.a. Kowloon (Hongkong) aan het Britse rijk, en delen van het oorspronkelijke leefgebied van de Mantsjoes, het huidige Kraj Amoer, aan het Russische rijk. Kort erna werd een verdrag gesloten met Portugal, dat het recht kreeg op bestuur van Macau. Intussen vond de door de protestantse Hong Xiuquan geleide Taiping-opstand plaats. Deze opstand kostte aan twintig tot dertig miljoen mensen het leven.

### Republiek China
Rond 1900 vond de anti-Westerse Bokseropstand plaats, die mislukte. Hervormingen door het keizerrijk mislukten. Uiteindelijk werd in 1911 de laatste keizer afgezet en de Republiek China uitgeroepen, daarbij werd Toeva ingenomen door Rusland en verklaarden Mongolië en Tibet zich onafhankelijk. De grondlegger voor de republiek, Sun Yat-sen, werd de eerste republikeinse president. Het bleef echter onrustig in de republiek, doordat generaals en krijgsheren macht naar zich toe wilden trekken. In 1928 werden de krijgsheren onder leiding van Chiang Kai-shek verslagen. Daarop volgde een lange burgeroorlog tussen de nationalisten en de communisten, die door de Tweede Chinees-Japanse Oorlog werd onderbroken. Japan wist een groot deel van Oost-China in te nemen en richtte de marionettenstaat Japans-China op. Na 1941 kregen de Chinezen echter hulp van de Verenigde Staten, onder meer in de vorm van wapenleveringen.

### Communistisch China
In 1945 werd de burgeroorlog hervat en in 1949 gewonnen door de communisten onder leiding van Mao Zedong. Het Kwomintang-regime vluchtte naar Taiwan, waar het zich handhaafde. Op 1 oktober 1949 werd de Volksrepubliek China uitgeroepen.
Al kort daarna raakte de Volksrepubliek betrokken in de Koreaanse Oorlog, toen de westerse VN-troepen na enkele maanden oorlog de overhand kregen en richting het noorden trokken. Men vreesde voor een vijandig buurland en uitbreiding van de oorlog tot het eigen territorium. Ook werden gebieden, die tijdens het keizerrijk onder China's macht vielen en de onafhankelijkheid hadden uitgeroepen, door Japan waren ingenomen of onder invloed van de Sovjet-Unie ook het communisme hadden ingevoerd, weer onder het centrale gezag van Peking geplaatst.
Met hulp van de Sovjet-Unie begon Mao de Chinese economie, met name de zware industrie, te ontwikkelen. Mao initieerde in 1958 een economisch en sociaal plan, de Grote Sprong Voorwaarts. Dit mislukte en misoogsten leidden tot een geschat aantal doden van tussen de 20 en 40 miljoen. Hierna besloot Mao tot de Culturele Revolutie, waarin hij brak met oude tradities en cultuur en waarin hij zichzelf ophemelde. Het beleid tijdens de Culturele Revolutie bleek desastreus en leidde tot chaos in het hele land. Rond die tijd verslechterden de betrekkingen met de Sovjet-Unie, zowel om ideologische redenen als uit traditionele geopolitieke motieven. In 1972 zocht premier Zhou Enlai daarom toenadering tot de Verenigde Staten, met als gevolg dat de Volksrepubliek een zetel in de VN-Veiligheidsraad kreeg, ten koste van Taiwan.

### Marktsocialisme

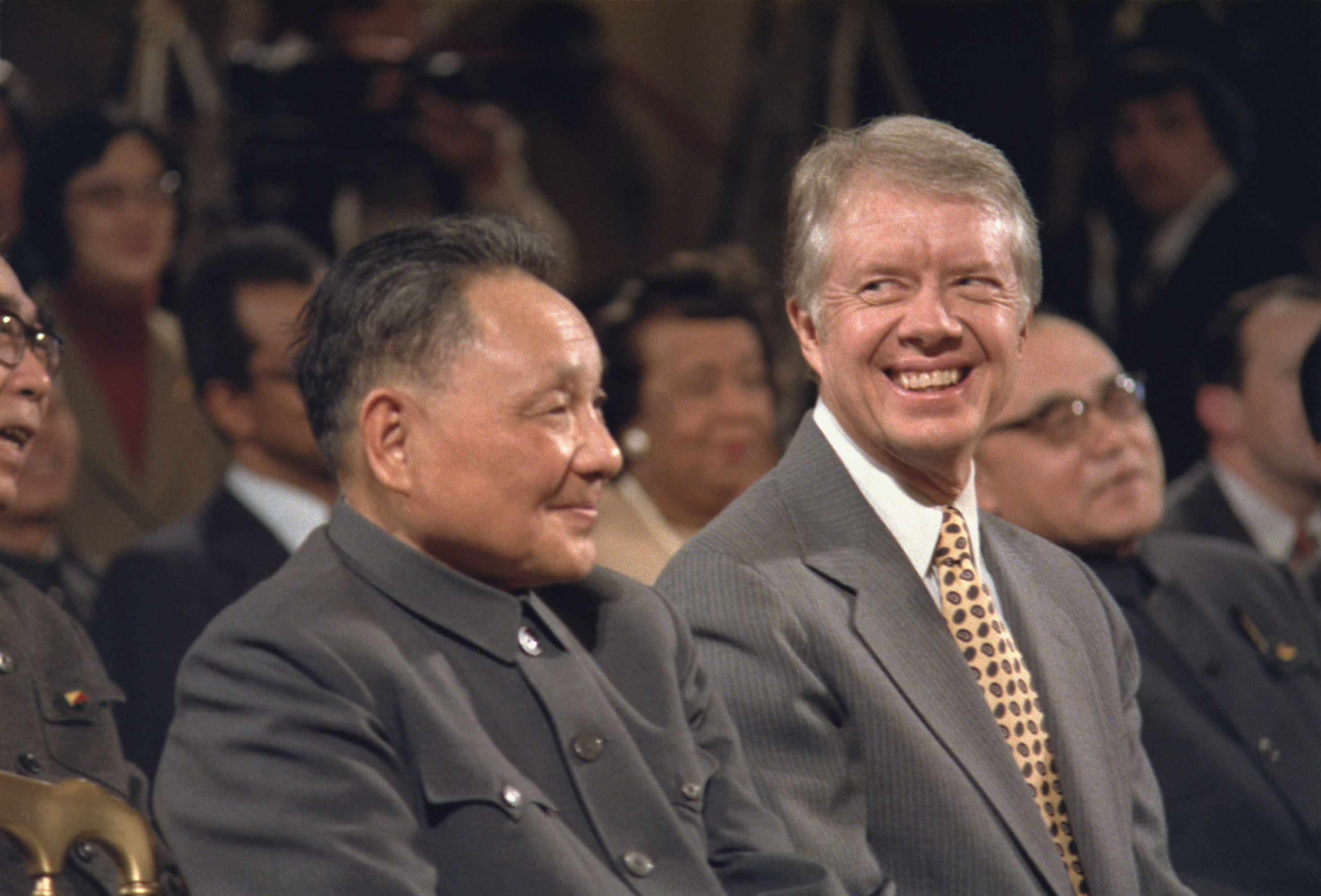
Deng Xiaoping en Jimmy Carter in 1979.

Pas toen Mao in 1976 stierf werd de Culturele Revolutie beëindigd. Na een machtsstrijd en de gevangenschap van de Bende van Vier, die volgde op Mao's dood, werd de in economisch opzicht pragmatische Deng Xiaoping de onbetwiste leider, die de economie liberaliseerde (marktsocialisme). Hierdoor begon China zich op te werken tot een grote economische mogendheid. China stelde zich weer open voor handel met het buitenland, via de nieuw opgerichte Speciale Economische Zones. De absolute macht van de communistische partij werd echter gehandhaafd, desnoods met zware repressie zoals bleek bij het neerslaan van het Tiananmenprotest in juni 1989.
In de jaren 90 kwam de macht in handen van Zhu Rongji en Jiang Zemin, beiden oud-burgemeesters van Shanghai. Onder hun bewind werd grote economische vooruitgang geboekt, met als resultaat dat 150 miljoen Chinezen niet meer in armoede leefden. Tegelijkertijd werd het district Pudong in Shanghai ontwikkeld tot het nieuwe financiële en commerciële centrum van China, zoals Shanghai dat tot de jaren 30 van de 20e eeuw ook was. In 2001 trad China ook toe tot de Wereldhandelsorganisatie.
De economische vooruitgang die onder Deng werd ingezet leidde tot grote vooruitgang in de levensstandaard van velen, voornamelijk in het meer ontwikkelde oosten. Daarnaast heeft de bevolking onder het huidige regime meer persoonlijke vrijheden en mogelijkheden gekregen. Er zijn echter ook mensen, waaronder boeren, die hebben moeten plaatsmaken om ruimte te creëren voor deze groei en daar ook hun onvrede over hebben geuit. Ook is er nog vrij veel nostalgie voor de periode onder Mao.

## Geografie

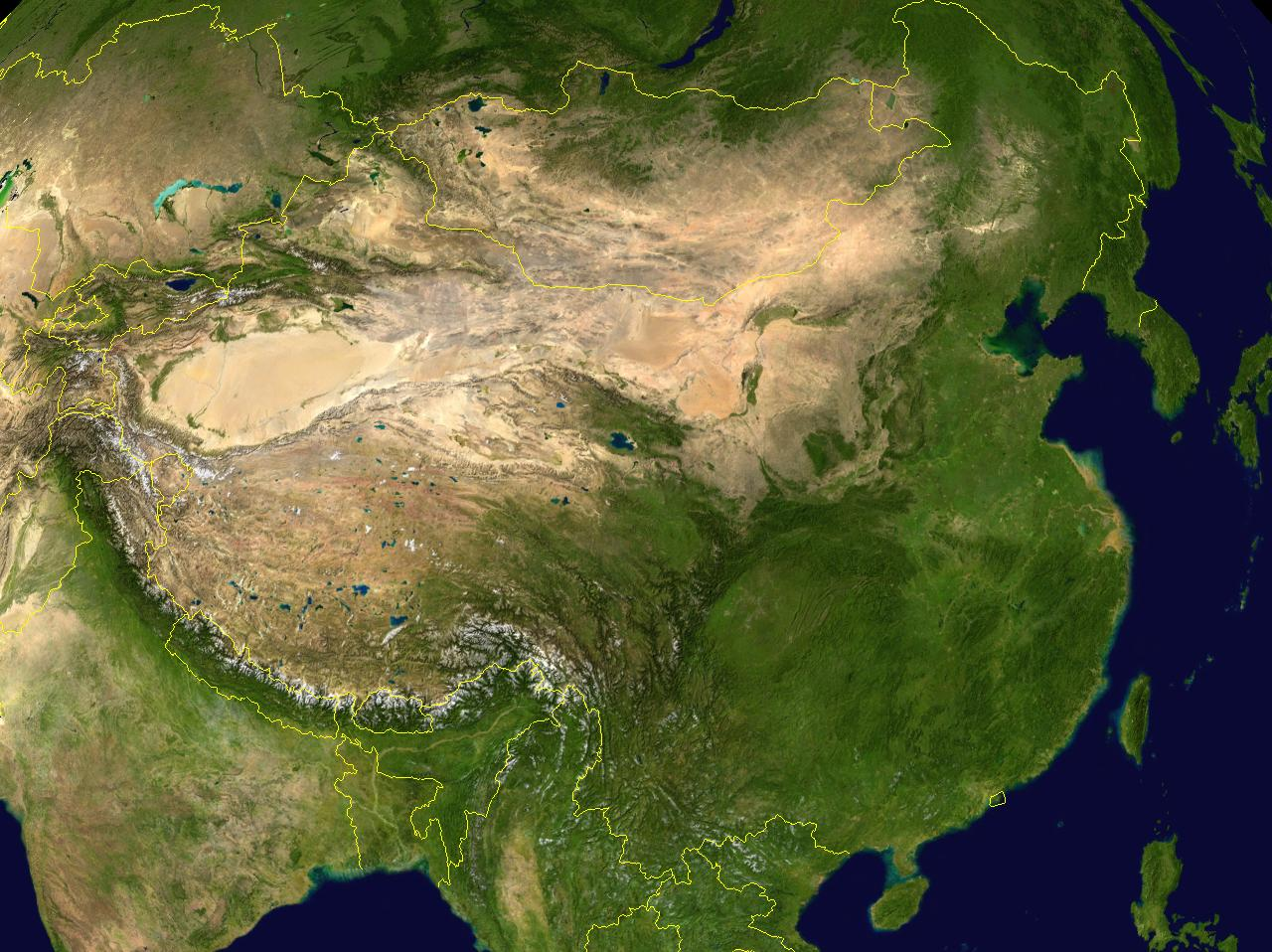
Satellietbeeld van China.

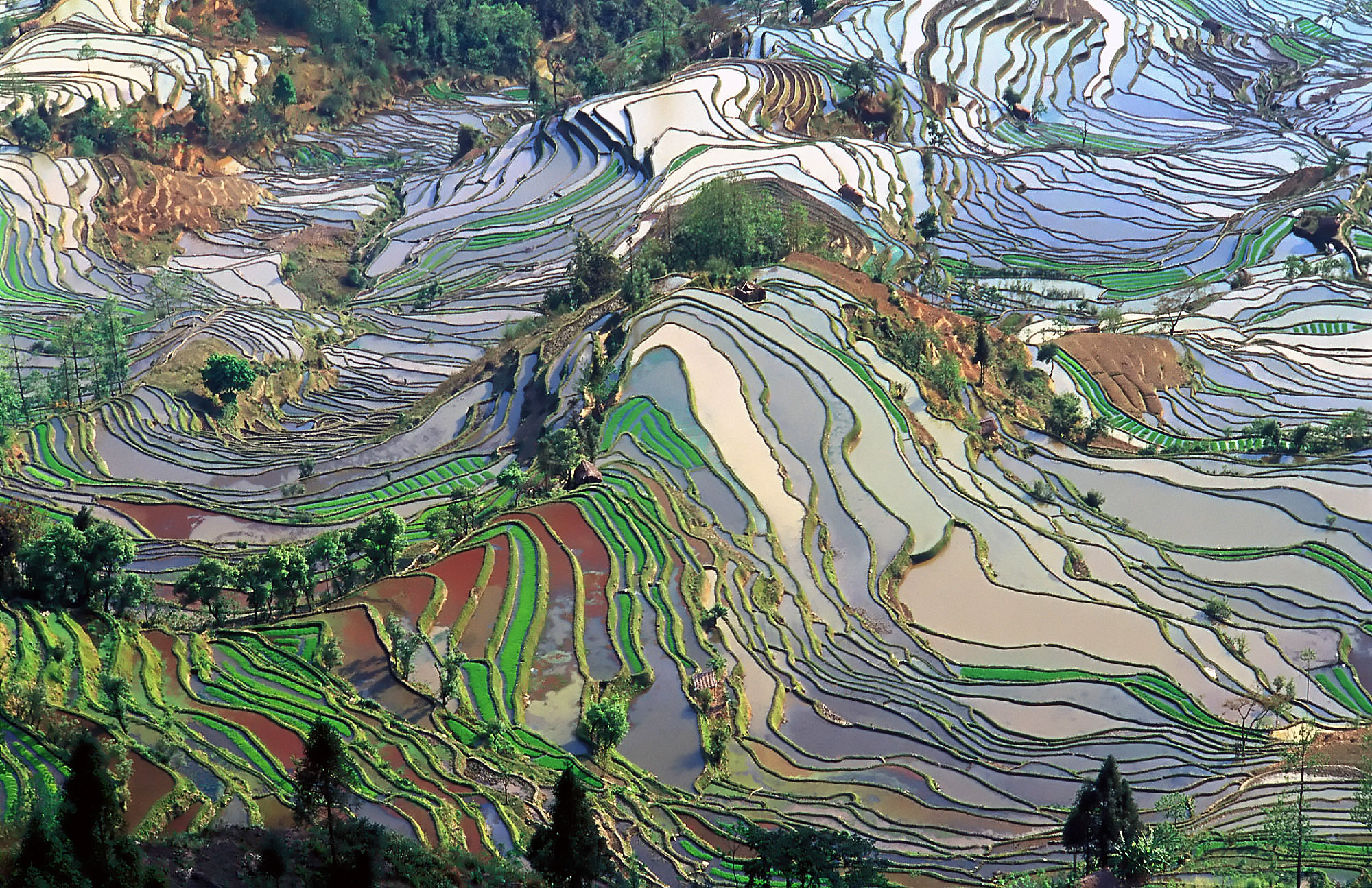
Rijstveldterrassen in de provincie Yunnan.

### Geografisch overzicht
Met een landoppervlakte van 9,5 miljoen km² is China het op drie na grootste land ter wereld. Het beslaat zo'n 6,5% van de totale landmassa van de wereld. Van oost naar west meet het land 5200 km en de maximale afstand van noord naar zuid is 5500 km. Het grenst in het westen aan het Himalayagebergte en in het oosten aan de Grote Oceaan.
De kustlijn is 6400 km die grenst aan de Gele Zee, de Oost-Chinese Zee en de Zuid-Chinese Zee. De Bohaizee is een grote baai van de Gele Zee in het noordoosten van het land. Het is in het oosten verder begrensd door Rusland en Noord-Korea, in het noorden door Rusland en Mongolië, in het westen door Tadzjikistan, Kirgizië, Kazachstan, Pakistan en Afghanistan, en in het zuiden door India, Nepal, Bhutan, Myanmar, Laos en Vietnam. Ongeveer een derde van het Chinese land is met bergen bedekt en deze nemen in hoogte af van west naar oost. Ongeveer een kwart van het land ligt lager dan 500 meter boven zeeniveau vooral geconcentreerd in de centrale kustprovincies. Ongeveer 15% van het land is geschikt voor de landbouw. Verder is een kwart van het land met bossen bedekt en ongeveer een even groot deel is grasland.
China kan in de volgende geografische gebieden worden onderverdeeld:
- het Tibetaans Hoogland (gemiddeld 3660 m hoog), beslaat ongeveer een kwart van het land en is begrensd in het noorden door het Kunlun-bergsysteem. Hier ontspringen twee grote rivieren, de Jangtsekiang en de Mekong;
- de Tarim- en Dzungariaanse bassins van Xinjiang met bergen tot 7000 meter hoog. Hier ligt ook de Taklamakanwoestijn;
- het Binnen-Mongoolse land;
- de oostelijke hooglanden en de centrale vlakte van Mantsjoerije; en
- hetgeen traditioneel China wordt genoemd. Dit laatste gebied, waar bijna vier vijfde van de bevolking van het land woont, valt uiteen in drie subgebieden:
  - Noord-China, dat in het zuiden begrensd is door het Qinling-gebergte;
  - Centraal-China, dat door de Jangtsekiang van water wordt voorzien;
  - Zuid-China, dat het plateau van Yunnan en Guizhou en de valleien van Xi omvat.

Het centraal gelegen Qinling-gebergte speelt een belangrijke rol. Het houdt in de winter de koude wind uit het noorden tegen en in de zomer de regen die aangevoerd wordt door de zuidoostelijke en zuidwestelijke moesson. Ten noorden van het gebergte is graanteelt normaal en ten zuiden hiervan wordt rijst verbouwd.
In het noorden van China komen veel aardbevingen voor. In 1976 werd de stad Tangshan getroffen door een beving met een kracht van 8,2 op de schaal van Richter met ruim een half miljoen dodelijke slachtoffers.
De meeste rivieren van China stromen van west naar oost. De Jangtsekiang is veruit de langste rivier van China met het hoogste debiet. Per jaar voert deze rivier bijna 1000 miljard m³ water af. De Huanghe, of Gele Rivier, is met 5500 kilometer, zo'n 1000 kilometer korter dan de Jangtsekiang, en voert 600 miljoen m³ af. Aan de monding van de Parelrivier ligt de Parelrivierdelta, het economische hart van China. Het zuiden van China heeft een wateroverschot en in het noorden is er juist een tekort. De Grote Westelijke Linie is een project om water van zes rivieren in het zuidwesten om te leiden naar droge gebieden in het noorden, door middel van kanalen, reservoirs, tunnels en rivieren.

### Steden
In 1950 woonde circa 11%, zo'n 60 miljoen personen, van de bevolking in steden. De verstedelijking is heel snel gegaan en in 2011 waren er meer Chinezen die in steden woonden dan op het platteland, de urbanisatiegraad kwam daarmee voor het eerst boven de 50% uit. In 2013 woonden 730 miljoen mensen in steden. De gemiddelde groeivoet van de stadsbevolking was 4% per jaar over deze periode.
Shanghai is met 23 miljoen inwoners de grootste stad van het land, de 3e metropool van Azië, en de 3e van de wereld. Andere grote steden zijn Peking, Chongqing, Tianjin, Hongkong, Wuhan, Guangzhou, Shenyang, Chengdu, Xi'an, Nanjing en Shenzhen.

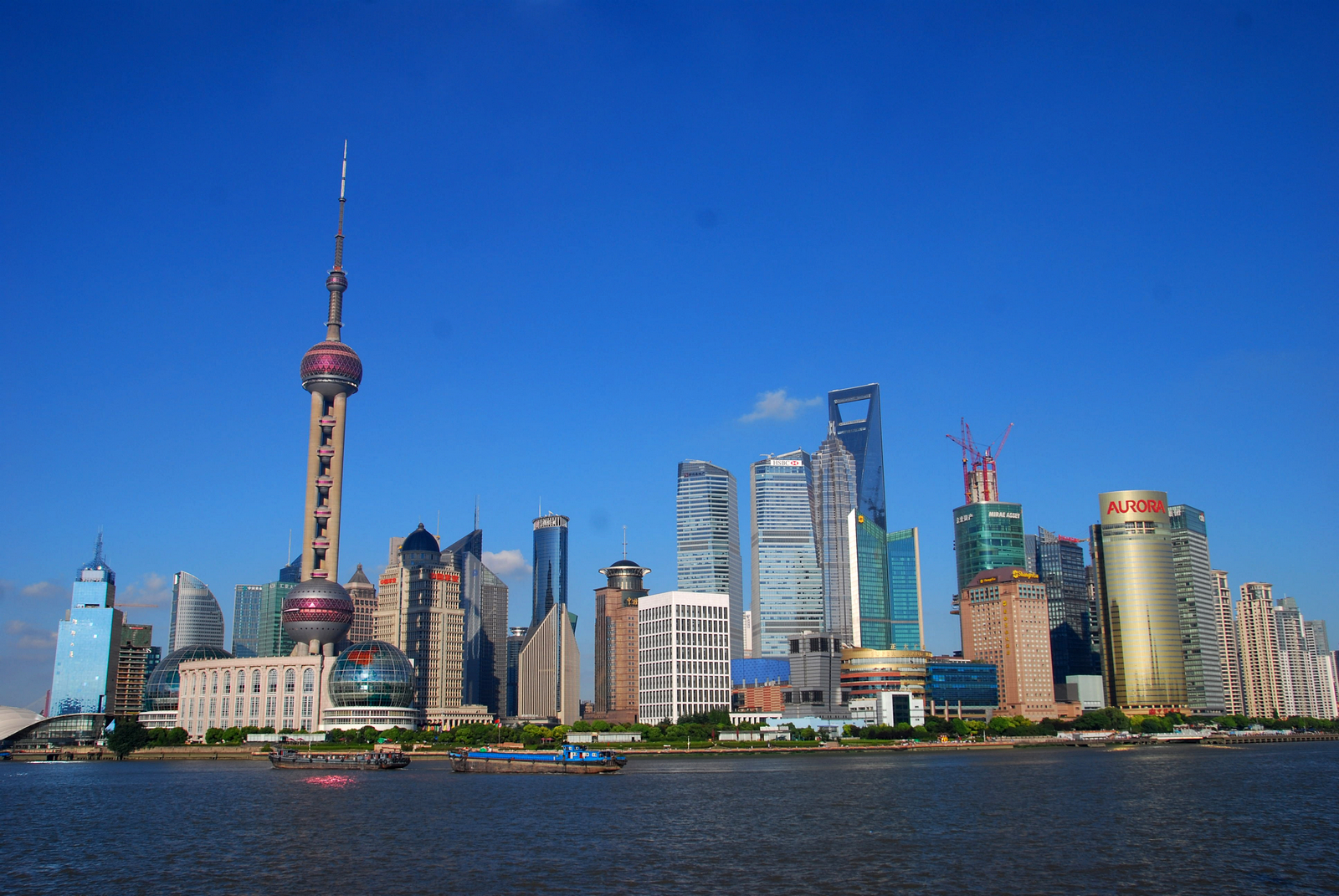
Shanghai
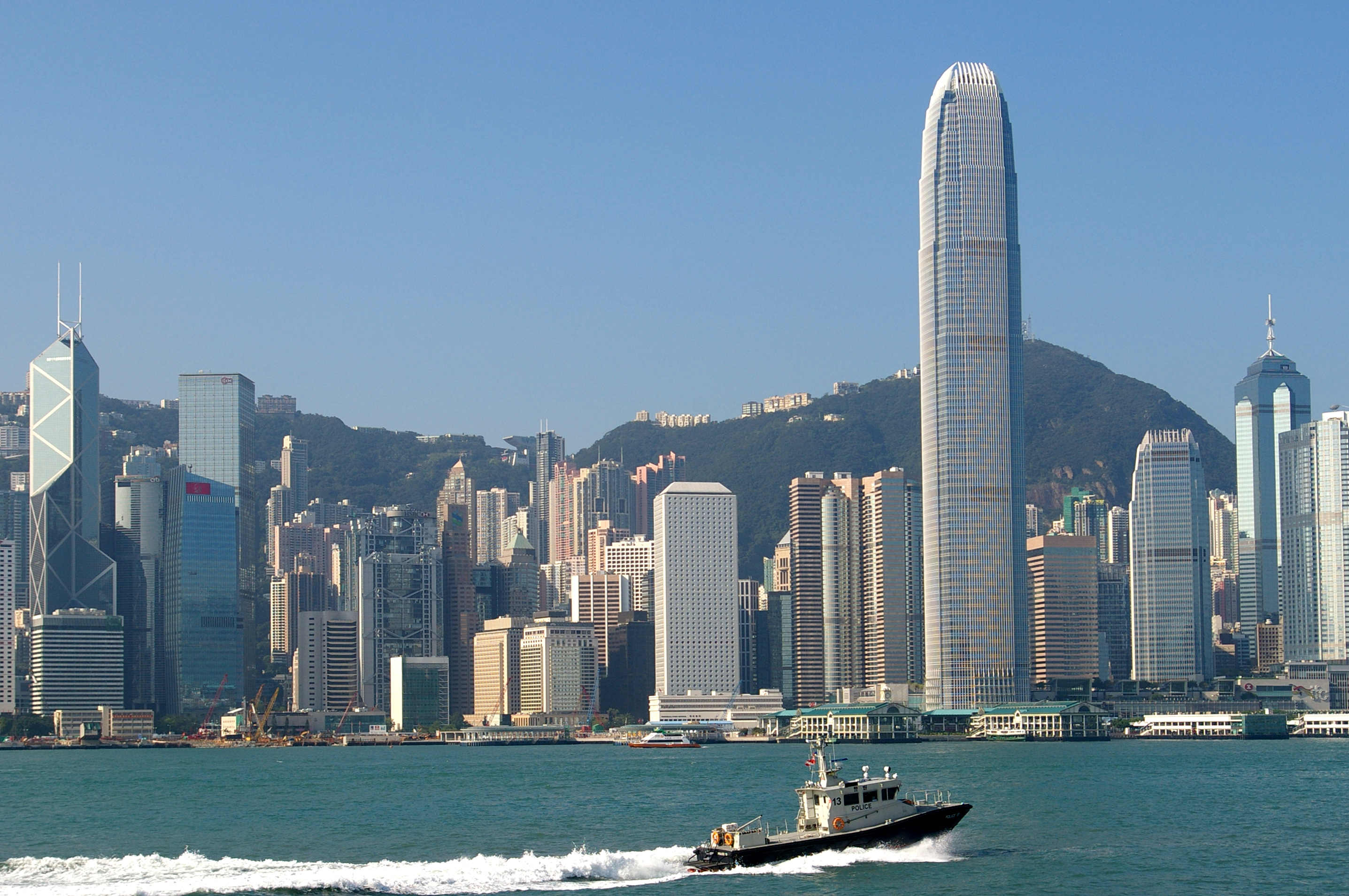
Hongkong
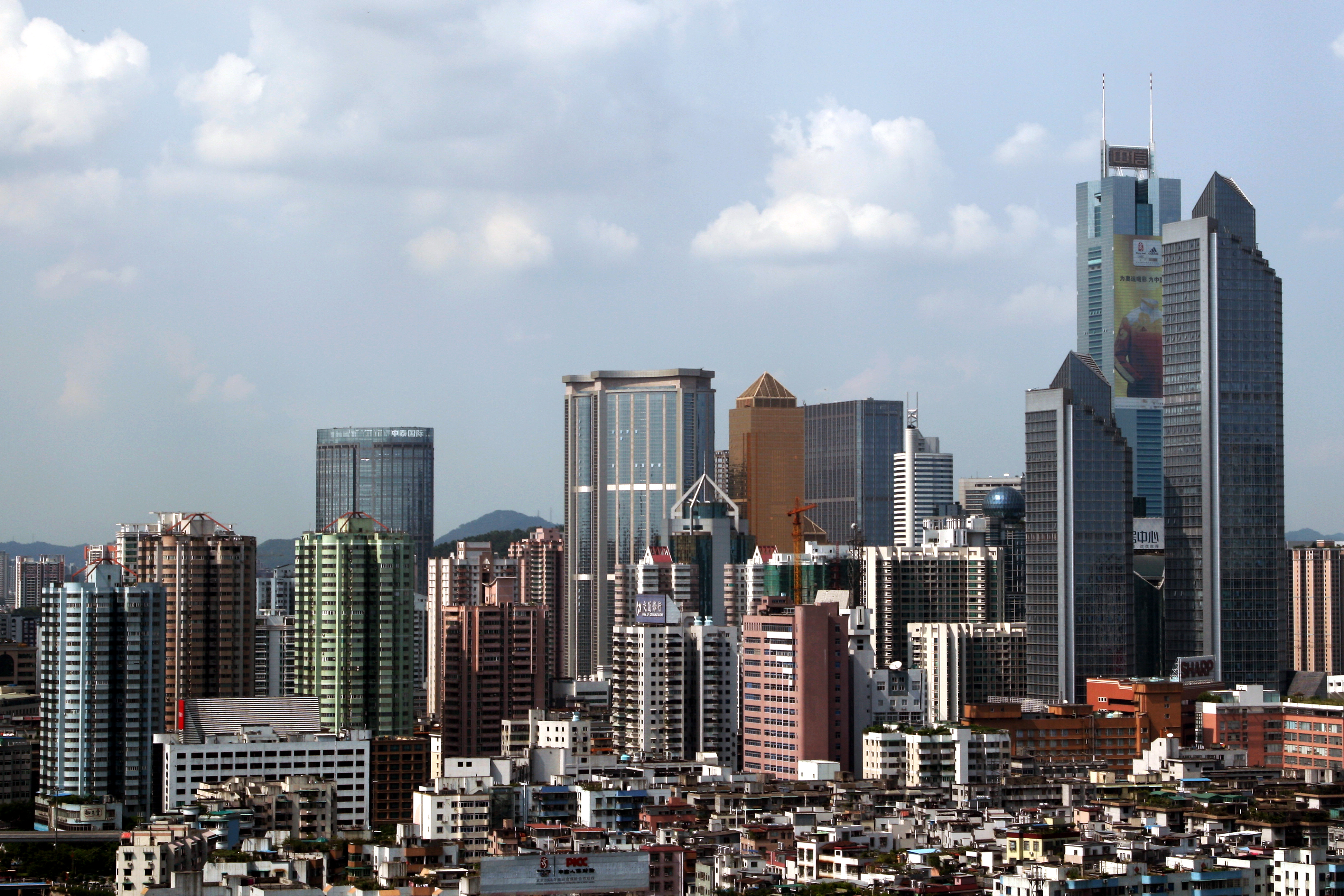
Guangzhou
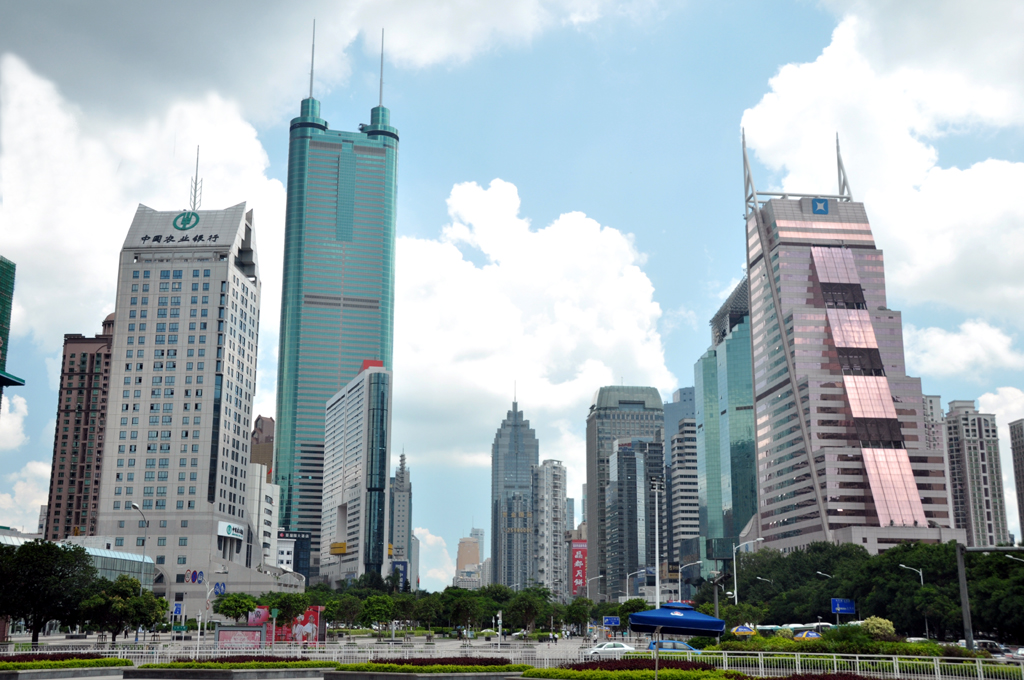
Shenzhen
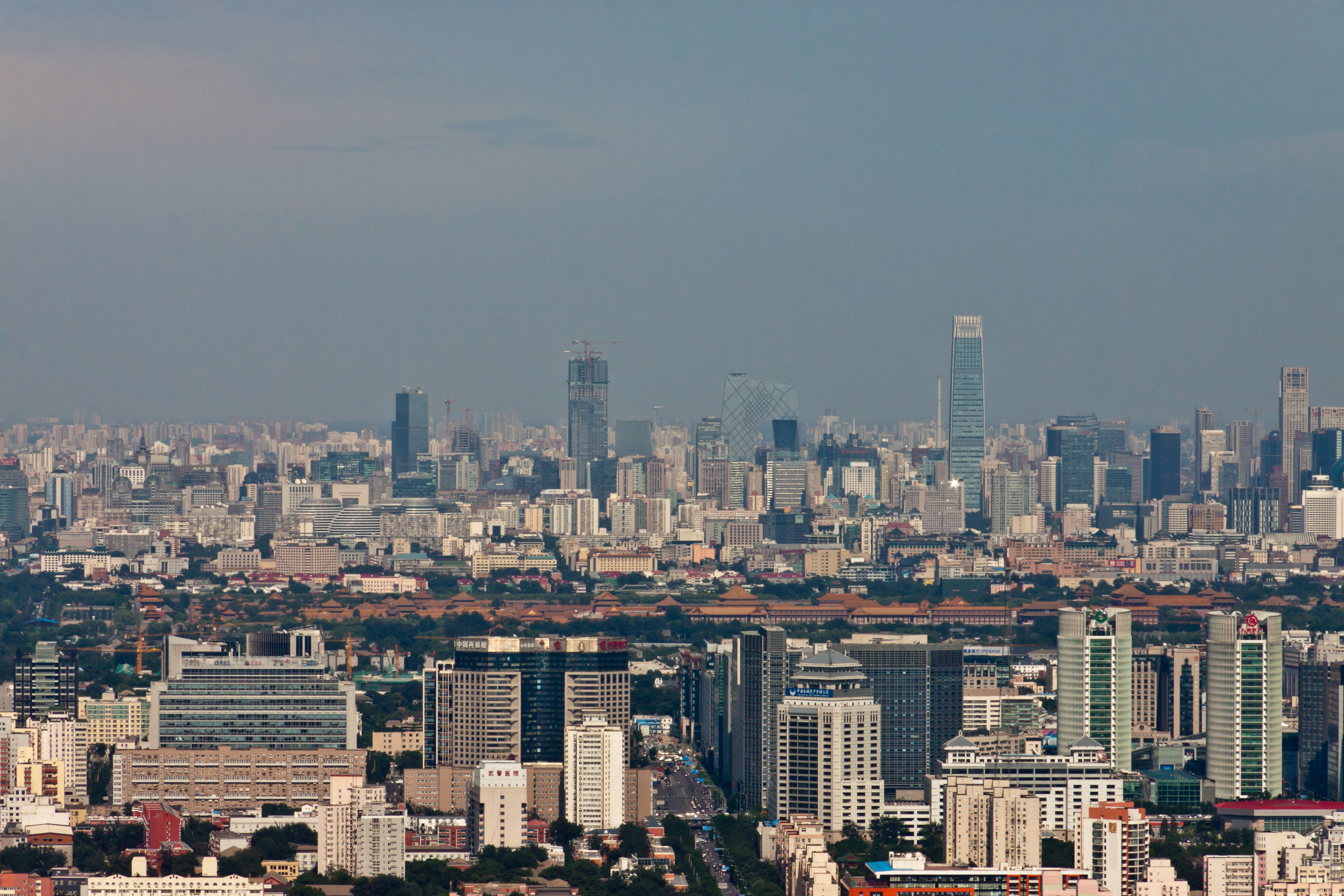
Peking
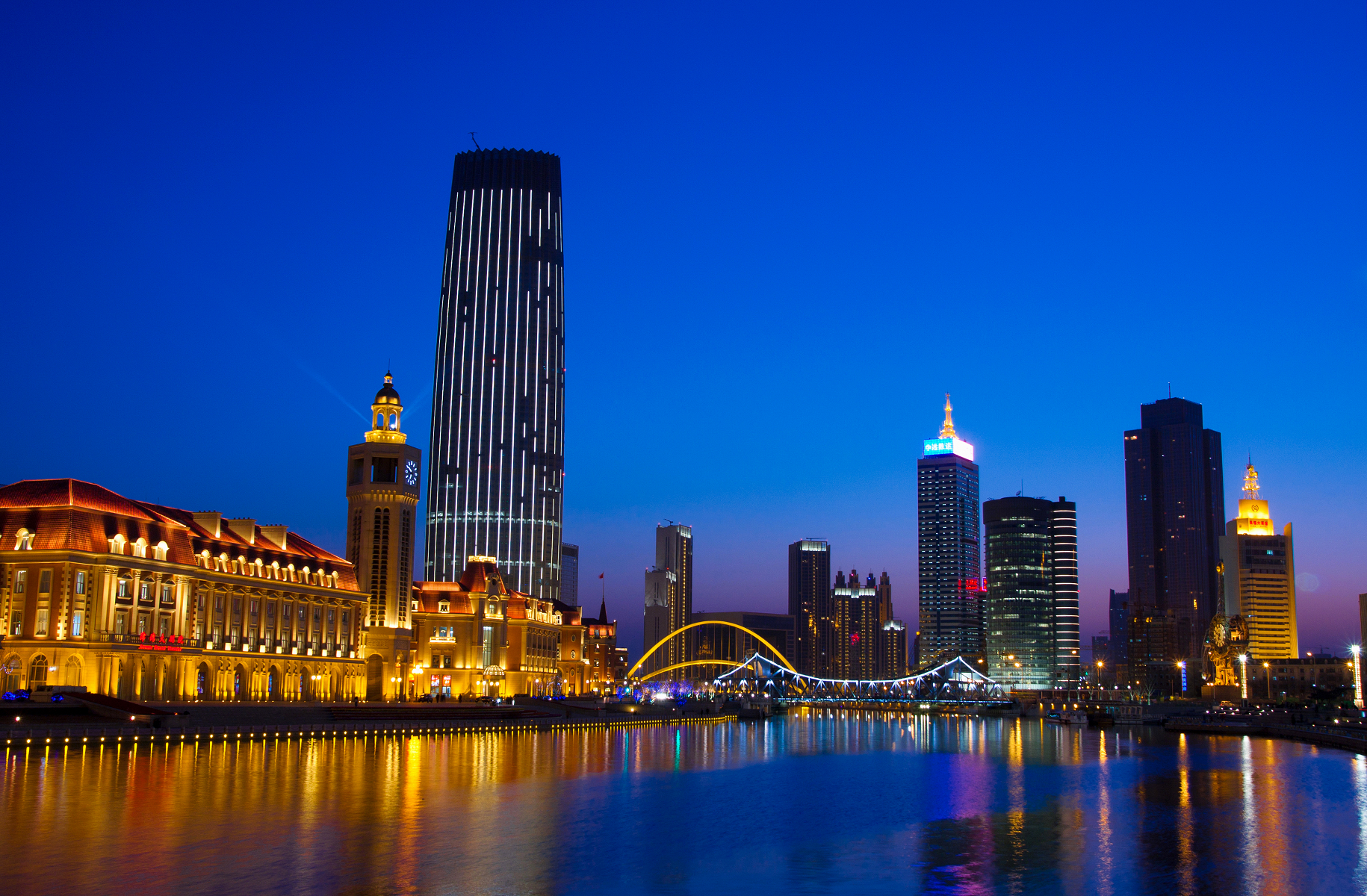
Tianjin
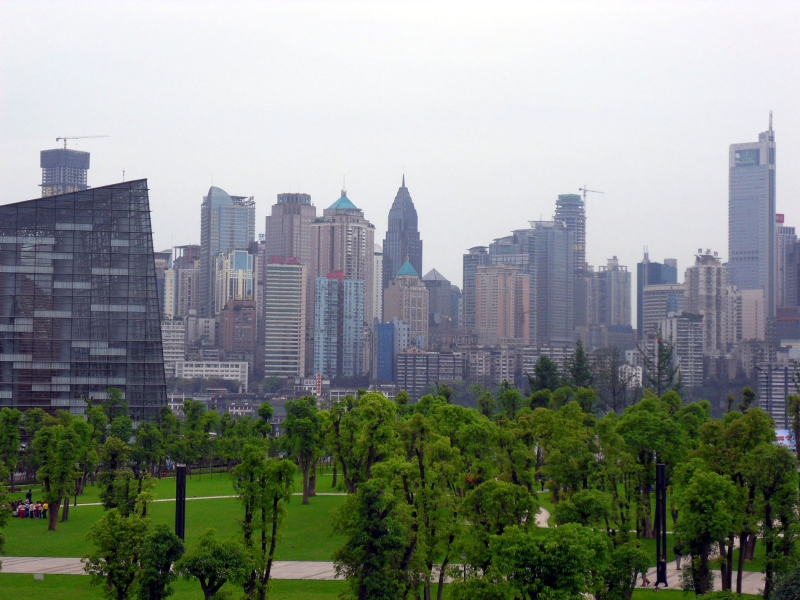
Chongqing
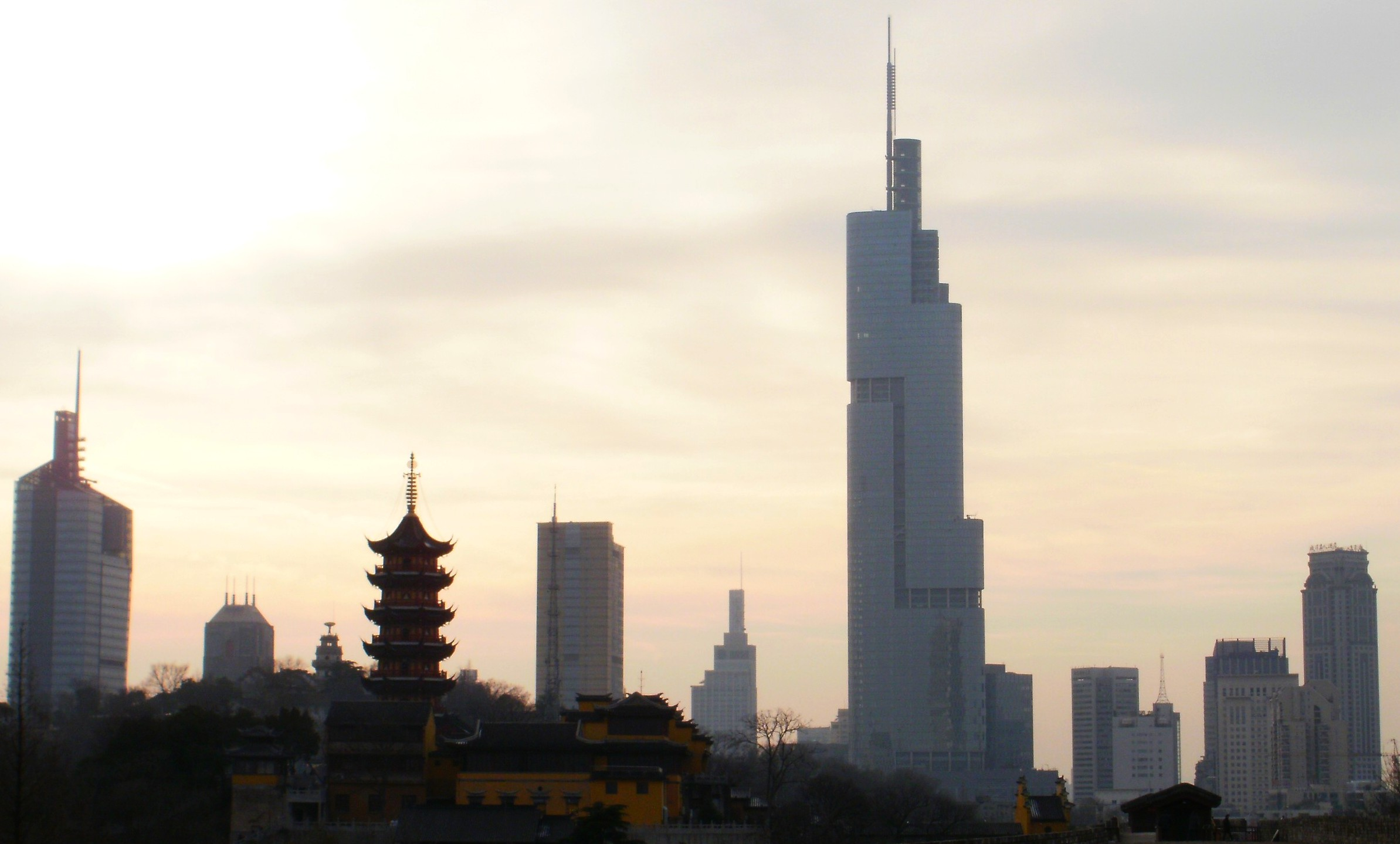
Nanjing
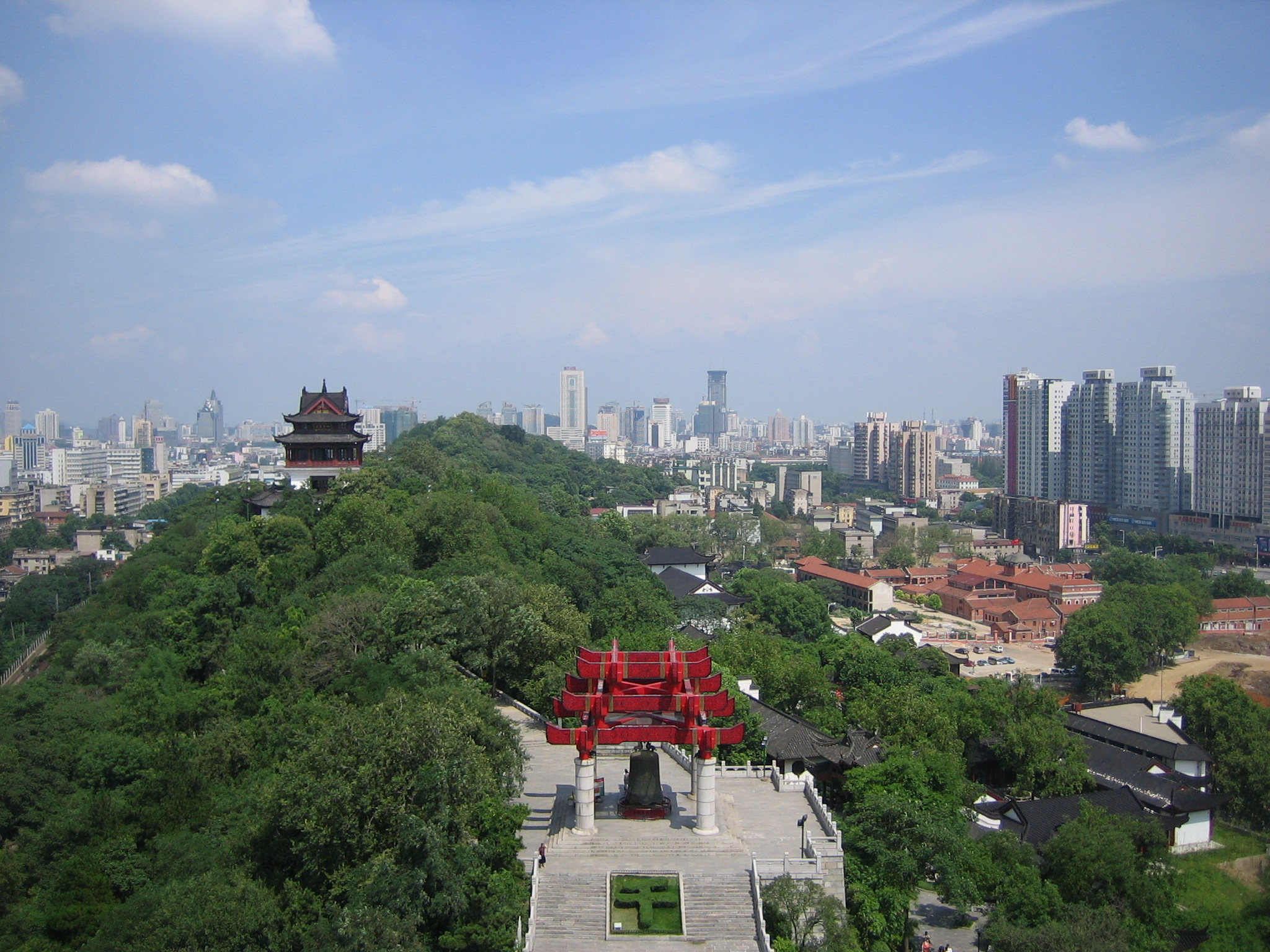
Wuhan
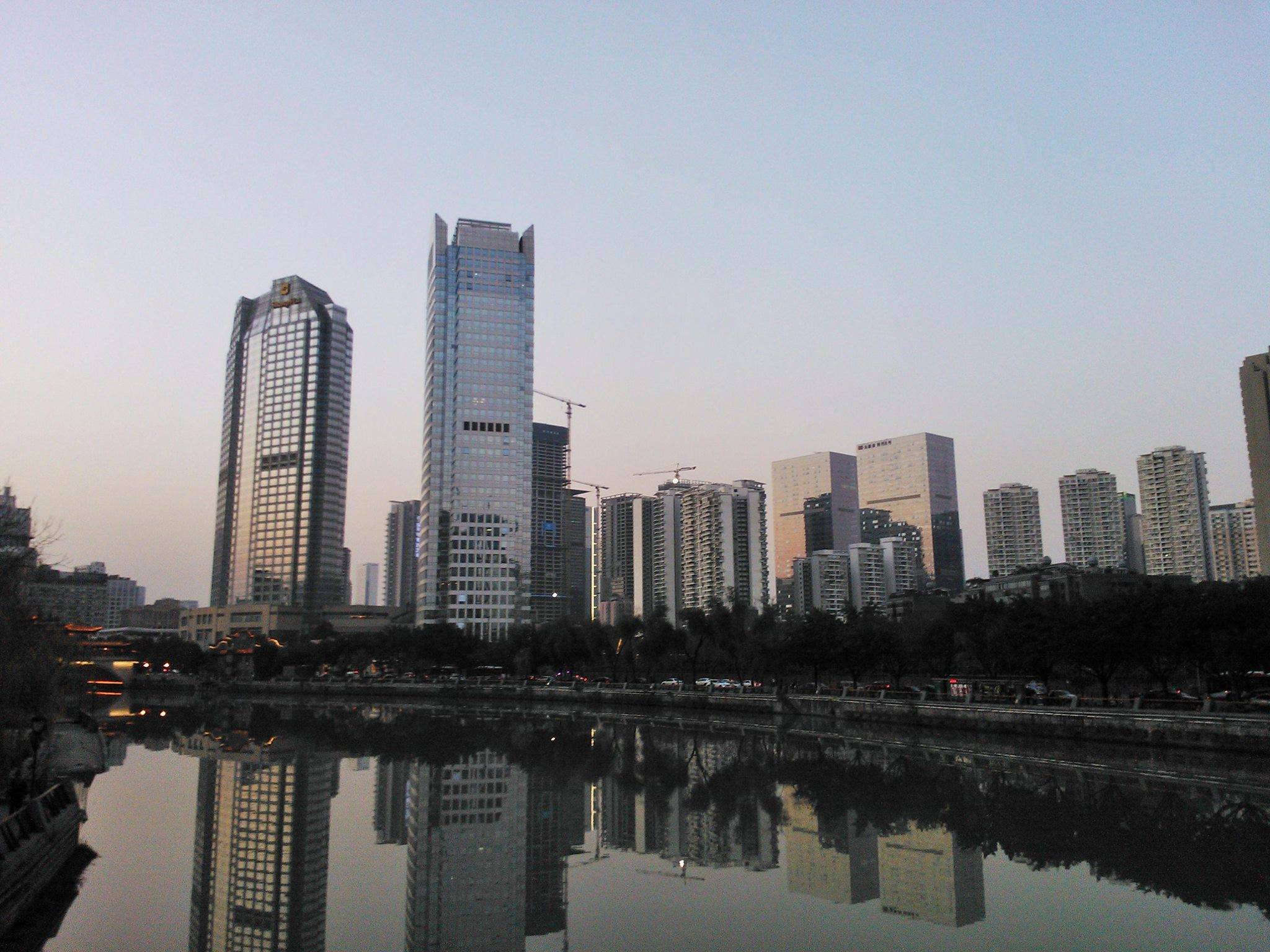
Chengdu

### Klimaat
China is een groot land en ligt tussen 18° en 53° noorderbreedte en 73° en 134° oosterlengte. Het heeft daarom een divers klimaat, gaande van warm gematigde klimaten, zoals het chinaklimaat in het zuiden tot specifieke gebergte- en woestijnklimaten in het westen en noorden.
In het algemeen is het er nat in de zomer en droog in de winter. In de winter dringt een droge koude lucht uit Siberië ver in het zuiden van China door. In de zomer wordt het weer sterk beïnvloed door de (sub)tropen. Door de vorming van hoge druk gebieden waait een warme en natte wind vooral vanuit de Grote Oceaan het land binnen, maar ook vanuit de Indische Oceaan. De zuidoost moesson bereikt in maart zuidoost China en dringt verder naar het noordwesten het land binnen en bereikt in juli het noordoosten van het land. In augustus en uiterlijk begin september verdwijnt de moesson snel uit beeld. In zuidwest China is de zuidwest moesson van belang, in mei begint het regenseizoen in Yunnan en west Sichuan en stopt pas ergens in oktober. Tussen mei en september komen in het zuidoosten van het land tropische cyclonen voor.
Er zijn grote regionale verschillen tussen de hooglanden van Tibet waar zich eeuwige sneeuw (E-klimaat) bevindt, de woestijn en de steppen van Xinjiang en Binnen-Mongolië (B-klimaten), en in het vasteland van China. Het noorden van China is algemeen droger dan het midden en het zuiden van het land. De meeste neerslag valt aan de kust in het zuidoosten en in de bergen. Het droogste gebied ligt in het uiterste westen van het land, in het Tarimbekken valt jaarlijks minder dan 50 mm. De isohyeet van 750 mm ligt ter hoogte van het Qingling-gebergte en de Huai He rivier. Hier ligt de scheiding van graanteelt in het noorden en rijst in het zuiden.

#### Grootschalige herbebossingsprojecten
In 1978 werd een groot herbebossingsproject uitgerold. Hiermee wil China een groter percentage van het landoppervlakte bedekken met bossen. Toen het project werd opgestart was maar 9% van het Chinese grondoppervlakte bedekt met bos. Dat aantal is anno 2017, na bijna 40 jaar bebossingsprojecten, uitgegroeid tot 21% van het totale grondoppervlakte. Het grootste bebossingsproject ooit dat in 1978 door de Chinese regering werd opgestart loopt nog vele tientallen jaren door tot 2070. Het is ondertussen een begrotingspost geworden. Vooral na de jaren 90 toen China veel meer geld te besteden kreeg worden hier miljarden dollars voor vrijgemaakt. Daarvoor moest het vooral van vrijwilligers komen. In 2020 is al bijna 23% van China bedekt met bos. De Chinese president Xi Jinping riep afgelopen jaar nog op om de mouwen op te rollen en mee te helpen met het planten van bomen, jaar na jaar, generatie na generatie om een gezond landschap na te laten voor de toekomstige generaties. Hij heeft een wet uitgevaardigd dat elke middelbare scholier minimaal twee bomen moet planten. Het grootste bedrijf dat zorgt voor het bebossen van delen van China is het in 1988 opgerichte Elion Resources Group. De Verenigde Naties heeft zich lovend uitgelaten over het bedrijf. Vooral in de autonome provincie Binnen-Mongolië wordt actief bos aangeplant. De regering doet vaak een beroep op het nationalisme om Chinezen massaal in beweging te krijgen. Hiermee geholpen door het feit dat al vanaf jongs aan het nationalisme op scholen wordt onderwezen. Ook bij bebossingsprojecten worden nationalistische slogans gebruikt zoals 'voor het moederland'.

### Milieu
In 2015 werd een nationaal proefparksysteem aangekondigd. Sindsdien zijn tien nieuwe nationale proefparken gecreëerd, variërend van Hainan, Heilongjiang en Fujian tot het Tibetaanse plateau. Bijna een derde van het land is nu verboden terrein voor ontwikkeling in het kader van een plan dat bekend staat als de "rode lijn voor ecologische bescherming", zei Zhuang Shaoqin, Chinese onderminister van natuurlijke hulpbronnen in september 2022 tijdens een nieuwsbriefing. De oprichting van nationale parken en het herstel van ecosystemen hebben er nu toe bijgedragen dat het totale gebied onder bescherming meer dan 30% van het Chinese grondgebied beslaat, aldus de onderminister.
In China hebben 'lokale autoriteiten huizen en werkplaatsen gesloopt om aan de lokale ‘rode lijn’-doelstellingen te voldoen, waarbij sommigen ook hardhandig optreden tegen boeren die illegaal plantages uitbreiden naar beschermd land. In de beleidsrichtlijnen die in augustus 2022 zijn gepubliceerd, staat dat bepaalde menselijke activiteiten binnen de rode lijnzones nog steeds zijn toegestaan, waaronder de teelt en houtkap van commerciële bossen en de exploratie van minerale hulpbronnen. China erkende in 2022 dat de nationale mariene ecosystemen in een slechte gezondheid verkeren, terwijl de vervuiling en de vernietiging van habitats nog steeds niet volledig onder controle zijn. Volgens critici vereiste de oprichting van nationale parken de effectieve verdrijving van de Tibetaanse nomaden uit hun thuisland.
Volgens de Global Energy Monitor bedroeg in juni 2023 de Chinese zonnecapaciteit 228 gigawatt (GW), meer dan de rest van de wereld samen. En de windcapaciteit is met maar liefst 310 GW ook toonaangevend in de wereld. Met nog eens 750 GW aan nieuwe wind- en zonne-energieprojecten in de pijplijn anno 2023 zal China de doelstelling van 1.200 GW voor 2030 volgens de Global Energy Monitor vijf jaar eerder halen. Volgens een opiniestuk in de Britse krant Guardian indrukwekkende prestaties op het gebied van hernieuwbare energie, maar blijft het land ook een van de grootste vervuilers ter wereld met de helft van alle wereldwijde opererende kolencentrales in gebruik. Geen van beide zal op korte termijn veranderen.
Naast een enorme import van steenkool, was in de eerste 10 maanden van 2023 ook sprake van een recordgroei aan installaties voor schone energie. Het Centrum voor Onderzoek naar Energie en Schone Lucht (CREA), een in Helsinki gevestigde denktank, voorspelde dat de nieuw geïnstalleerde capaciteit voor hernieuwbare energie in China in 2023 “een nieuw record” zal bereiken. Het Internationaal Energieagentschap voorspelt dat de CO2-uitstoot van China rond 2025 een piek zal bereiken. Alle 22 provinciale overheden hadden plannen gepubliceerd in het najaar van 2023 om hun CO2-uitstoot te pieken. De centrale overheid had in oktober 2021 alle provincies opgedragen dergelijke routekaarten op te stellen. De State Grid Corporation of China was van plan om in 2023 een bedrag van 77 miljard dollar te investeren in de uitbreiding en vernieuwing van het nationale elektriciteitsnet middels nieuwe transmissie-infrastructuur en energieopslagsystemen.

## Bevolking

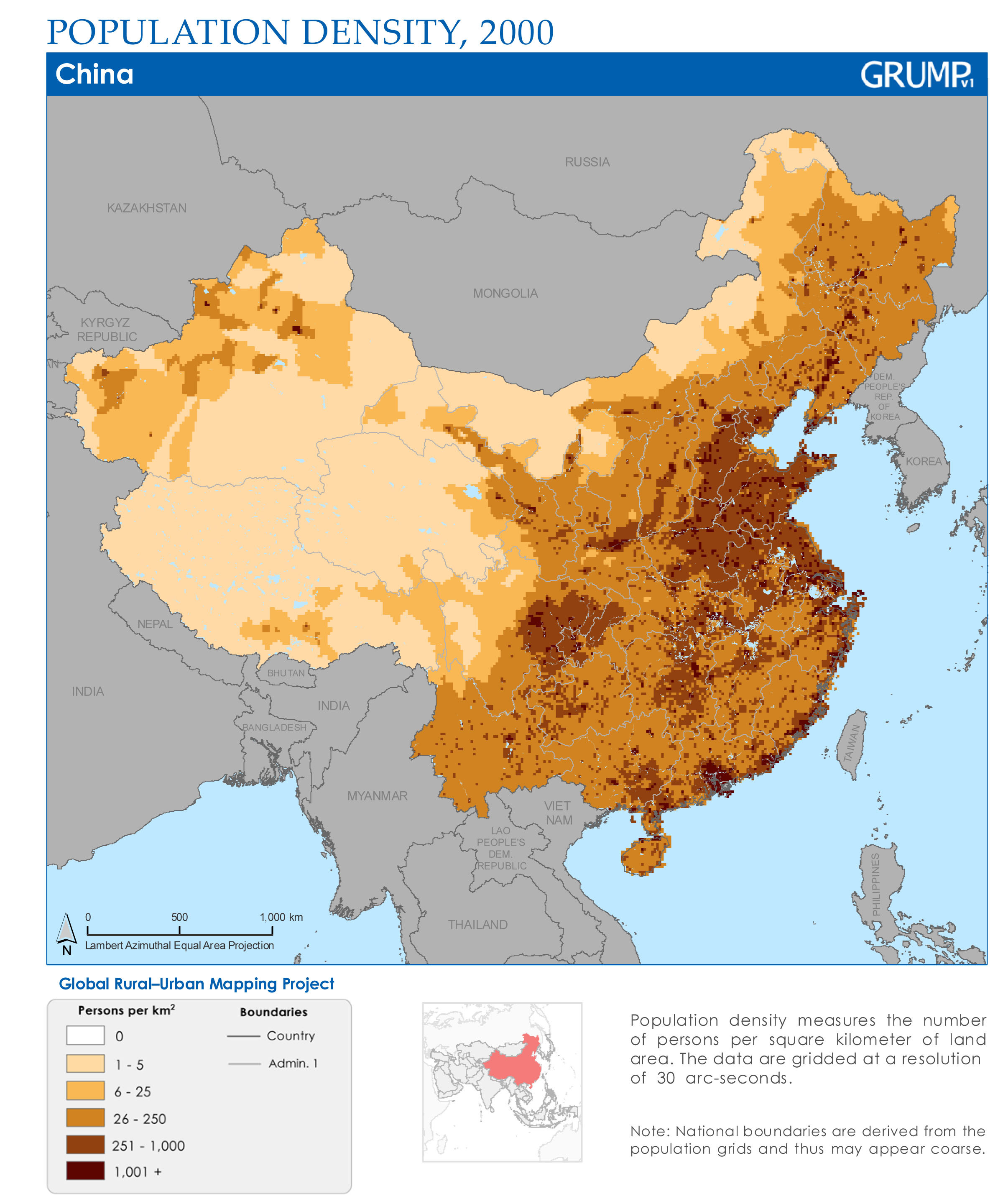
Bevolkingsdichtheid in het jaar 2000. Vooral het zuidoostelijke kwart van China is dichtbevolkt.

Bij het begin van de 20e eeuw telde China 400 miljoen inwoners; nu 1.394.015.977 (2020); daarmee ligt de bevolkingsgroei een klein beetje onder het wereldgemiddelde. China was lange tijd de natie met de grootste bevolking van de wereld: ongeveer een vijfde van de wereldbevolking woont in China. Rond 2022 werd het land ingehaald door India, dat een hoger geboortecijfer kent.

### Samenstelling
De bevolking van de Volksrepubliek China bestaat voor circa 92% uit Han-Chinezen, genoemd naar de Han-dynastie.
De niet-Hangroepen vertegenwoordigen ongeveer 8% van de bevolking, maar de binnenlandse gebieden waarin zij leven vormen meer dan de helft van het totale gebied van het land. De overheid heeft 56 officiële etnische groepen van de Volksrepubliek China onderscheiden, met ieder een eigen cultuur en levenswijze.
De grootste minderheden zijn:
- Zhuang, een Tai-sprekende bevolkingsgroep, vooral in de provincie Guangxi;
- Hui (Han-moslims), die voornamelijk in Ningxia wonen;
- Oeigoeren, die hoofdzakelijk in Xinjiang wonen;
- Yi (Lolo), die op de grenzen van Sichuan en Yunnan leven;
- Tibetanen, die zich in Tibet en Qinghai hebben geconcentreerd;
- Miao (Hmong), die verspreid in de bergachtige gebieden van Zuid-China wonen;
- Mongolen, voornamelijk wonend in de Mongoolse steppen;
- Koreanen, die in Mantsjoerije wonen.

### Taal

De verspreiding van talen en taalfamilies in China.

In China worden vele talen en dialecten gesproken, waarvan de meeste tot de Chinese talen behoren. Alleen al in de provincie Fujian worden 108 dialecten gesproken. Mandarijn-Chinees (de basis van de nationale taal van China) wordt het meest gesproken door de Han-Chinezen, een taalkundig homogene groep in het noorden. In het zuiden worden Kantonees, Wu, Hakka, Min, Xiang, Gan en veel andere talen/dialecten gesproken. In het dunbevolkte en hooggelegen westen wordt het Tibetaans gesproken, in de Tibetaanse Autonome Regio, Sichuan en Qinghai. In het noordwesten, in Xinjiang, worden Turkse talen zoals het Oeigoers, het Kazachs en het Kirgizisch gesproken.
De geschreven taal is universeel; het Chinese schrift is gemeenschappelijk voor alle Chinese talen, de uitspraak is echter verschillend.

### Religie

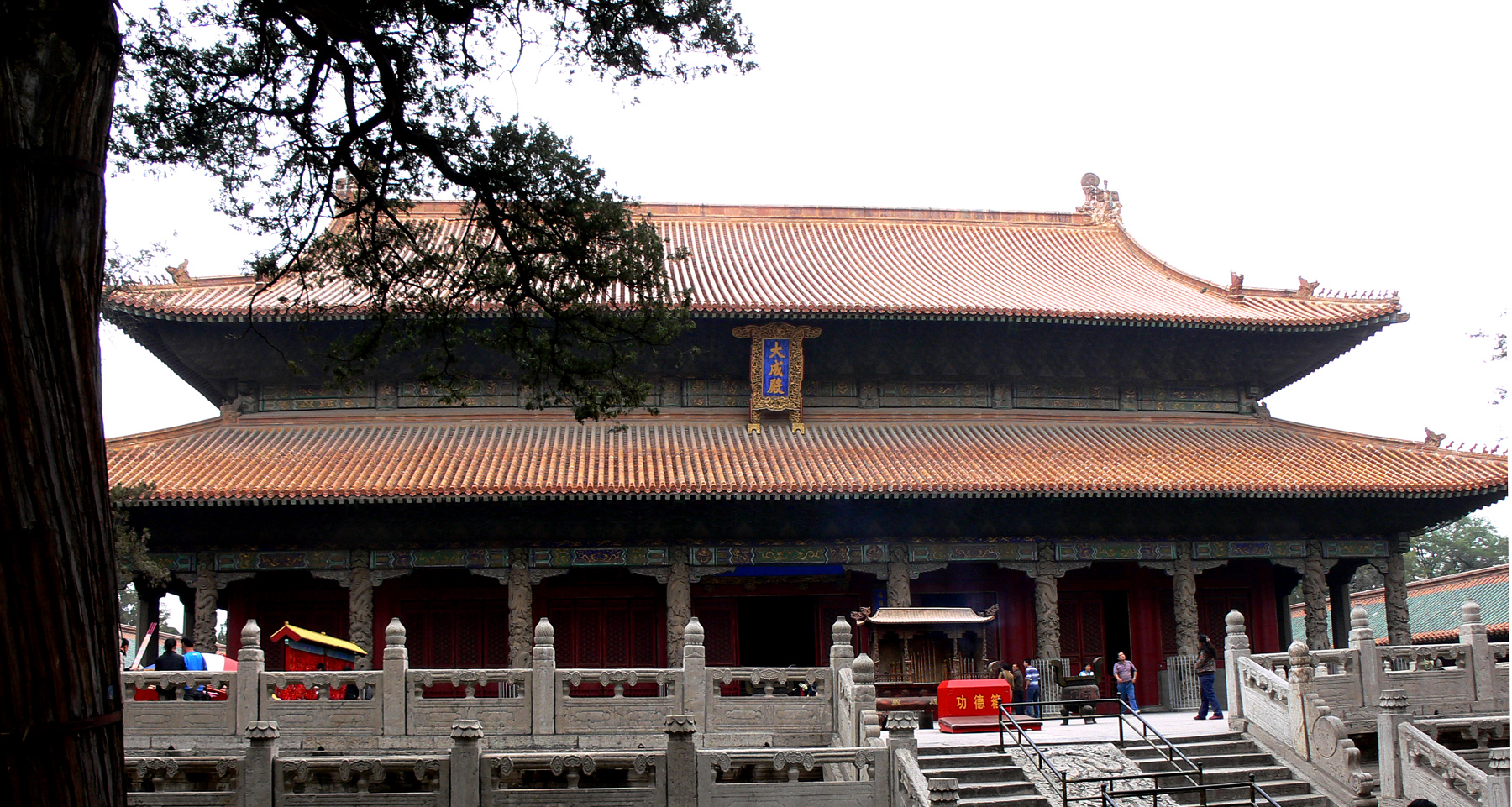
De confuciustempel van Qufu.

De grondwet van de Volksrepubliek China voorziet in godsdienstvrijheid, maar in de praktijk worden in de publieke ruimte alle vormen van godsdienst streng door de communistische partij beperkt en gecontroleerd. De communistische partij erkent vijf officiële religies: boeddhisme, taoïsme, islam, katholicisme en protestantisme.

#### Traditionele religies
Traditioneel werden het confucianisme, boeddhisme, taoïsme en de voorouderverering uitgeoefend. Deze godsdiensten werden na de dood van Mao Zedong weer toegestaan en hebben sindsdien een beperkte heropleving ervaren.

#### Christendom
Er is een groeiende christelijke minderheid. De belangrijkste groepen zijn de katholieke kerk en verschillende protestantse groepen, die in de 19e eeuw door Amerikaanse zendelingen werden overgebracht.
China maakte in de 7e eeuw voor het eerst kennis met het christendom onder de vorm van het nestorianisme. Eind 13e eeuw verkondigden franciscanen het katholieke geloof (zie Christendom in China tijdens de Yuan-dynastie).
Sinds de machtsovername in 1949 tracht het communistische regime contact tussen de katholieke moederkerk en de Chinese katholieken onmogelijk te maken. Voor de grote minderheid van katholieke Chinezen werd in 1957 de staatskerk 'Chinese Katholieke Patriottische Vereniging' opgericht als een door de partij gecontroleerd alternatief voor Rome. Tijdens de Culturele Revolutie (begonnen in 1966) werd ook deze organisatie verboden (tot het eind van de jaren 1970) en werden vele kerkgebouwen geplunderd en vernield.
Confrontaties tussen de Chinese overheid en christelijke groepen komen nog steeds voor. Enkele niet-geregistreerde christelijke kerken (Ondergrondse Katholieke Kerk in China) en traditionele sekten zijn verboden, sommige leiders van dergelijke groepen zijn veroordeeld tot de dood.

#### Islam

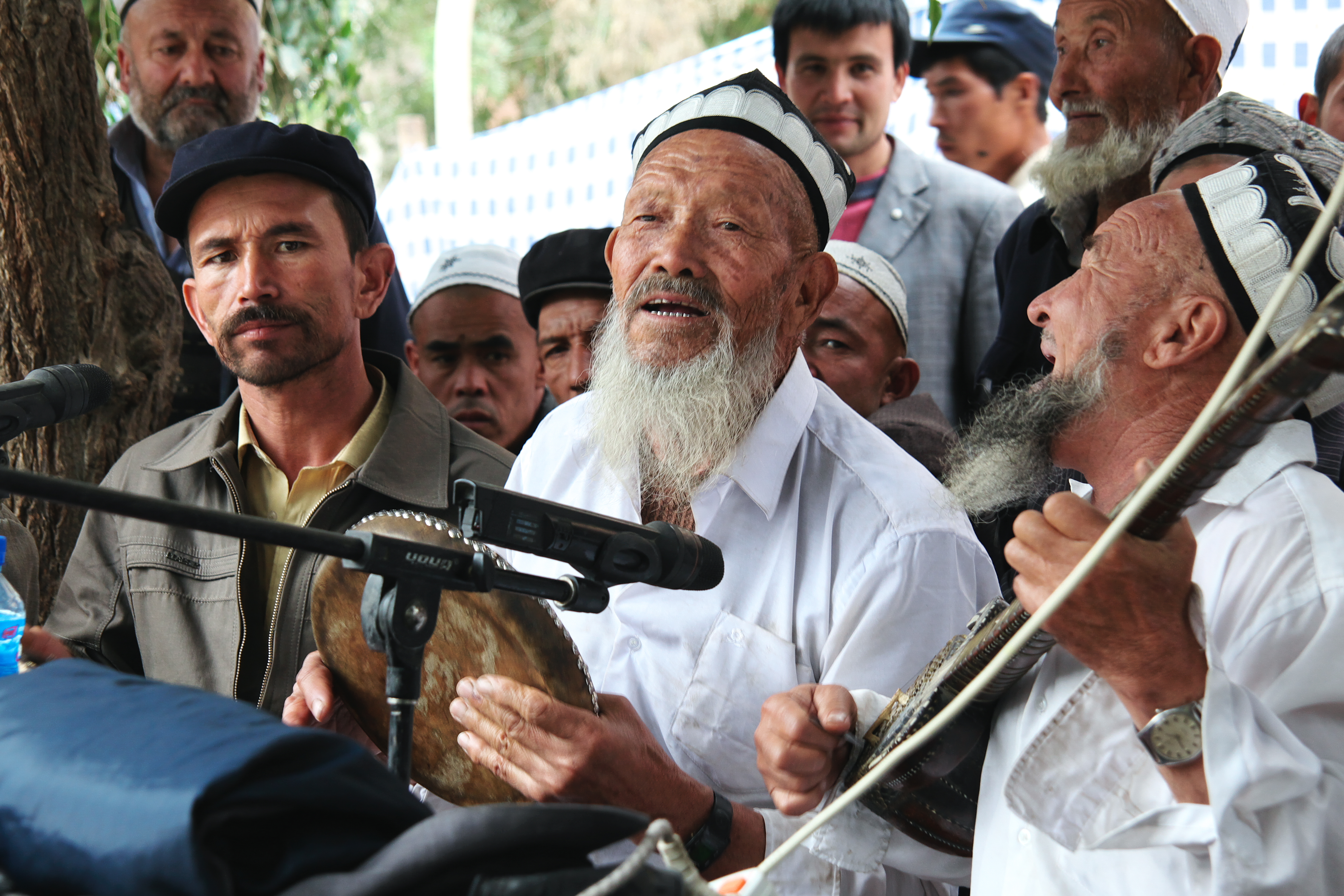
Oeigoeren in Yarkand in 2010. Tegen dergelijke traditionele haardracht en kleding wordt tegenwoordig opgetreden.

De islam wordt van oudsher voornamelijk in het westen van China beleden. Tot de islam bekeerde etnische Chinezen worden door de regering "Hui" genoemd en zijn officieel als etnische minderheid erkend. Daarnaast zijn de oorspronkelijke bevolkingsgroepen van Sinkiang moslims. De grootste groep onder hen zijn de Oeigoeren.
Orthodox-islamitische praktijken worden onderdrukt, uit vrees dat zij een voedingsbodem voor terroristen of separatisten kunnen zijn. Het dragen van baarden, 'extremistische namen' zoals Jihad, Mohammed en Saddam en boerka's is verboden. 'Project schoonheid' spoort Oeigoerse vrouwen aan om geen hoofdbedekking te dragen. Op het laten staan van een baard of het door vrouwen dragen van hoofdbedekking kan een waarschuwing, jarenlange celstraf, of opsluiting in een heropvoedingskamp volgen. Religieus onderwijs aan kinderen onder 18 jaar is verboden.
Sinds 2014 heeft de communistische partij in Sinkiang op grote schaal "heropvoedingskampen" aangelegd, waar in 2019 tot ongeveer 1,5 miljoen Oeigoeren onvrijwillig zijn opgesloten om hersenspoeling te ondergaan. Volgens critici is de partij bewust bezig met de totale assimilatie van de Oeigoerse minderheid.

#### Falun Gong
In 1999 verbood de overheid de Falun Gong. Vele Falun Gong aanhangers worden zonder enig pardon vervolgd. Het Chinese boeddhisme, taoïsme en confucianisme worden redelijk ongemoeid gelaten omdat het inheemse religieën en filosofieën zijn.

#### Huisaltaren
Uit een onderzoek in veertig Chinese steden in 2008 blijkt dat 12% van de huishoudens een altaar met voorouderplanken heeft, 11,5% een altaar van Mao Zedong heeft, 9,9% een boeddhistisch altaar heeft, 9,3% een altaar van Caishen heeft en 8,8% een altaar van Tudigong heeft.

### Chinees nieuwjaar
Het bekendste feest in China is het Chinees nieuwjaar. Tijdens dit feest dragen dansers een lange draak door de straten, met veel vuurwerk, bedoeld om boze geesten te verjagen. De Chinese feesten zijn meestal verbonden met de landbouw en jaargetijden. Het Nieuwjaar wordt gevierd op de eerste dag van de "maanmaand" daarom is de datum steeds anders, maar wel tussen 21 januari en 20 februari.

## Politiek

### Staatsinrichting

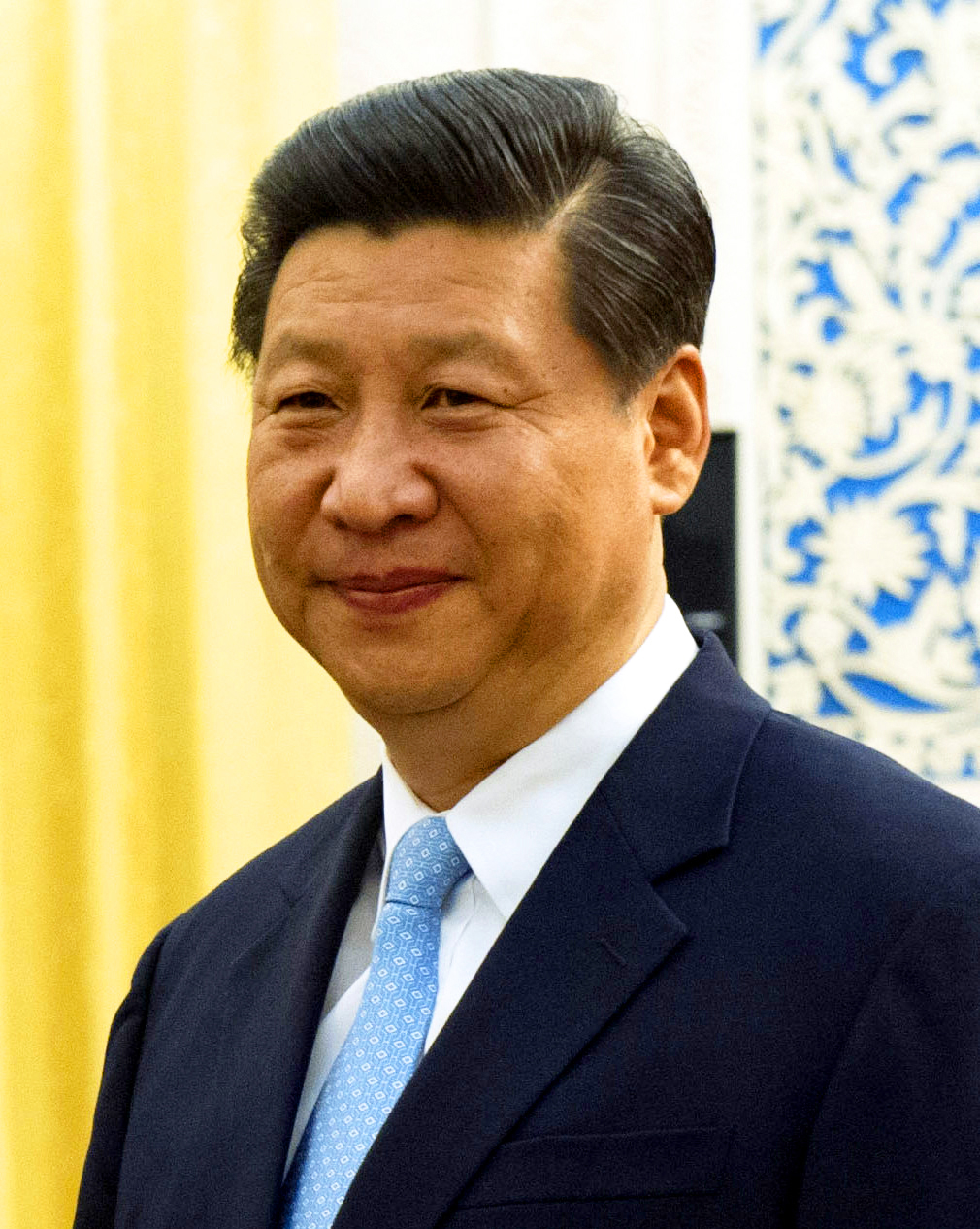
President Xi Jinping.

China is een volksrepubliek, en het politieke klimaat heeft zeer sterke trekken van het communisme. De staatsmacht is verdeeld in drieën: de partij, de staat en het leger. De grondslagen van de Chinese staatsinrichting zijn vastgelegd in de grondwet van 1982. Belangrijke wijzigingen in die grondwet vonden in 1993 plaats toen de zinsnede "dictatuur van het proletariaat" werd vervangen door "dictatuur van het volk" en het begrip "socialistische markteconomie" werd geïntroduceerd. De Volksrepubliek China kent algemeen stemrecht (sinds 1949), maar de facto zijn vrije verkiezingen onmogelijk en is het land een eenpartijstaat, waarbij de absolute macht bij de Communistische Partij van China (CPC) ligt en het zevenkoppig Permanent Comité van het Politbureau. Er zijn acht kleinere partijen, maar deze staan alle onder de controle van de CPC. China heeft een premier, die regeringshoofd is, en een president, die staatshoofd is. China is in de jaren 1970 begonnen een modern rechtssysteem in werking te stellen.
Het zevenkoppig team dat over China heerst:

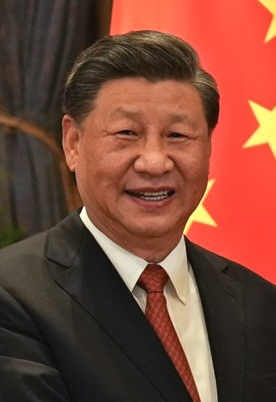
Xi Jinping
Li Qiang
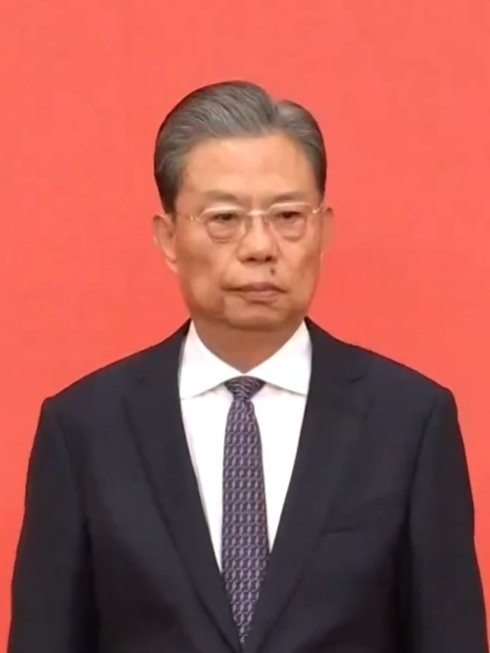
Zhao Leiji
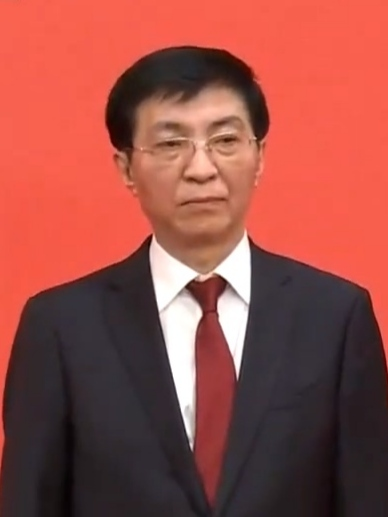
Wang Huning
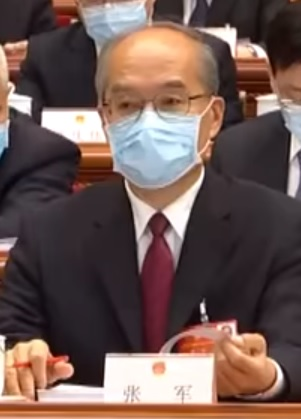
Zhang Jun
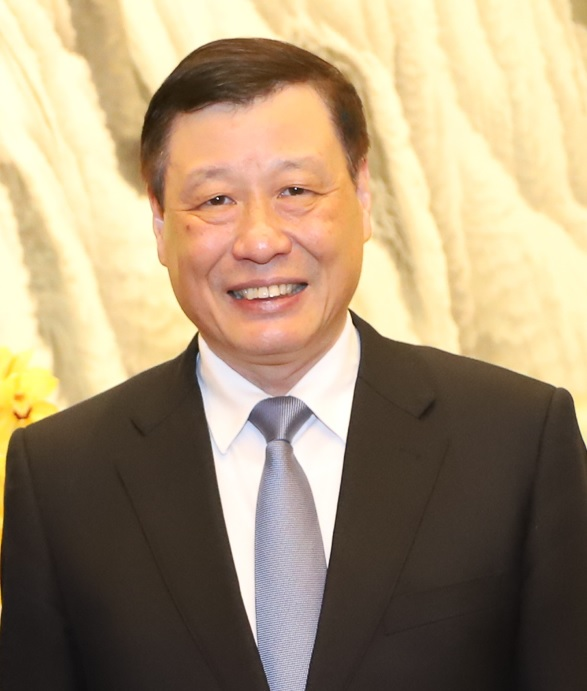
Ying Yong
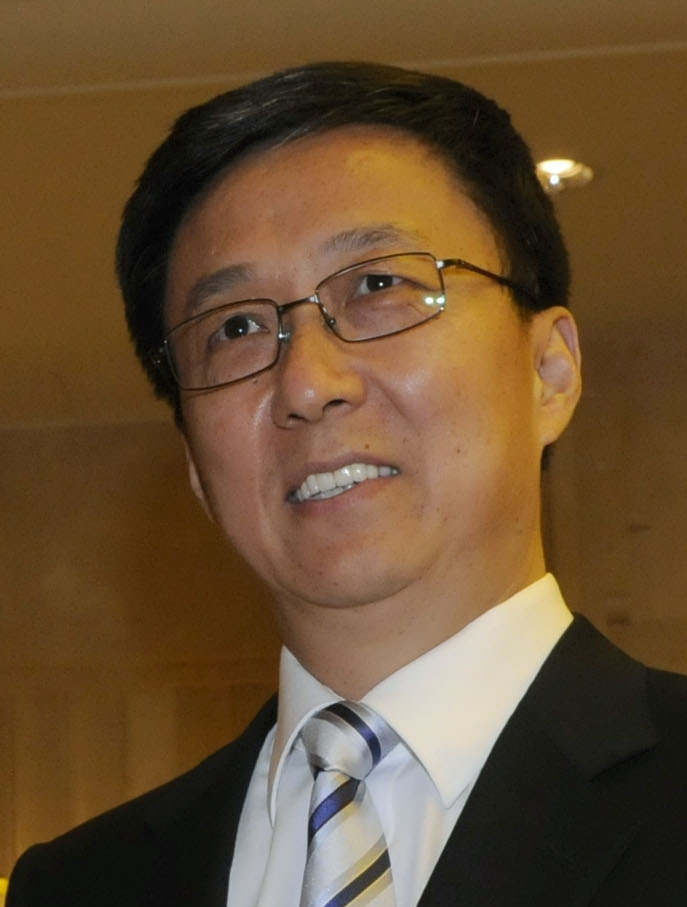
Han Zheng

Het nationale parlement van China draagt de naam Nationaal Volkscongres. De ca. 3000 leden worden om de vijf jaar gekozen en het congres komt ten minste eenmaal per jaar bijeen. Het congres beslist over de nationale economische strategie en kan de grondwet van China veranderen. Het volgt normaal gesproken de richtlijnen van de CPC. De afgevaardigden worden gekozen door de provincies, de zelfbesturende gebieden ("Autonome Regio's") en andere besturen. Het Nationaal Volkscongres ziet toe op de naleving van de grondwet, het kan de oorlog verklaren, maar ook een vredesverdrag bekrachtigen, het moet zijn goedkeuring geven aan het economisch beleid van de regering en moet de jaarlijkse staatsbegroting goedkeuren. Het Volkscongres kiest een uit 150 personen bestaand Permanente Comité van het Nationaal Volkscongres, dat tussen de zittingen van het Nationaal Volkscongres in, de taken van dit Nationaal Volkscongres waarneemt. Het Permanente Comité kent uitgebreide bevoegdheden en kan o.a. het kabinet (Staatsraad) ontbinden, buitenlandse verdragen ontbinden en onjuiste beslissingen van provinciale raden terugdraaien. De voorzitter van het Permanente Comité van het Nationale Volkscongres is een vrij machtig persoon en in sommige opzichten lijkt zijn functie op die van een plaatsvervangend staatshoofd. (Bron: Encarta '98)
Het staatshoofd van China is de president (zhǔxí) (vroeger "voorzitter (zhǔxí) van de Volksrepubliek China" genaamd, verg. Mao Zedong). Tijdens de tweede helft van de jaren zeventig, na de Culturele Revolutie en de dood van Mao, was het ambt van president vacant. Nadien werd het in 1978 hersteld. Het presidentsambt op zich is niet echt machtig, maar nadat het in 1993 door Jiang Zemin werd gecombineerd met het partijleiderschap van de CPC, steeg het aanzien van het ambt. Ook de huidige president, Xi Jinping, opvolger van Hu Jintao, combineert het presidentschap van de volksrepubliek met dat van secretaris-generaal van de CPC. De president wordt door het Nationaal Volkscongres gekozen.
De Staatsraad is het kabinet van de Volksrepubliek China. De voorzitter van het kabinet is de premier. De huidige premier is Li Qiang. Zitting in de staatsraad hebben: de premier, de vicepremiers, de ministers en de ministers die aan het hoofd van commissies staan (zoals de Staatsplanningcommissie). De Staatsraad wordt door het Nationaal Volkscongres gekozen, dat ook bevoegd is om het kabinet te ontbinden.
De hoogste rechterlijke macht van het Chinese vasteland is het Volkshooggerechtshof.

### Bestuursstructuur

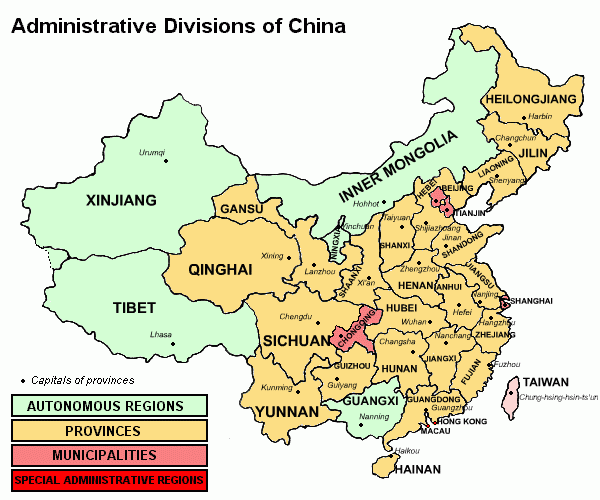
De 23 provincies, 5 autonome regio's, 4 stadsprovincies en 2 speciale bestuurlijke regio's van de Volksrepubliek China.

De Volksrepubliek China bestaat officieel uit 23 provincies, waarvan er 22 liggen op het vasteland. De status van Taiwan, de 23e provincie, blijft internationaal omstreden. De hoofdstad Peking heeft, evenals de steden Chongqing, Shanghai en Tianjin, de status van direct bestuurde stad en staat daarmee bestuurlijk op hetzelfde niveau als de provincies.
Verder bestaat de Volksrepubliek uit vijf autonome regio's: Tibet (bezet in 1950, autonome regio sinds 1965), Binnen-Mongolië, Ningxia Hui, Guangxi Zhuang en Xinjiang. De autonomie van deze gebieden is betrekkelijk en heeft vooral betrekking op gelijkberechtiging van het gebruik van de taal van de betreffende minderheid. Besluiten genomen door de autonome regeringen kunnen worden gecorrigeerd of worden teruggedraaid door het Permanente Comité van het Nationaal Volkscongres. Bestuurlijk gezien staan de autonome gebieden op hetzelfde niveau als de provincies.
Hongkong is sinds 1997 een Speciale Bestuurlijke Regio van China, nadat het tussen 1842 en 1997 onderdeel was van Groot-Brittannië. Door deze status heeft de voormalige kolonie veel van haar zelfstandige karakter behouden. Ook Macau is, sinds de Portugees-Chinese overdracht in 1999, een Speciale Bestuurlijke Regio. Eenzelfde status wordt ook Taiwan (in de ogen van de Chinese overheid een afvallige provincie) aangeboden door de Chinese overheid mocht het zich vrijwillig weer bij China aansluiten. Ook de Speciale Bestuurlijke regio's staan bestuurlijk gezien op hetzelfde niveau als de provincies.

### Politieke partijen
De enige partij met macht is de Chinese Communistische Partij (CPC). De partij telde 89 miljoen leden in 2017. De partij domineert en controleert de Chinese maatschappij. De macht van de CPC is vastgelegd in de Chinese grondwet. Kritiek op de partij wordt niet getolereerd. Kranten, boeken, het internet, de economie en de gehele maatschappij zijn onderworpen aan zelfcensuur.
De organen van de CPC:

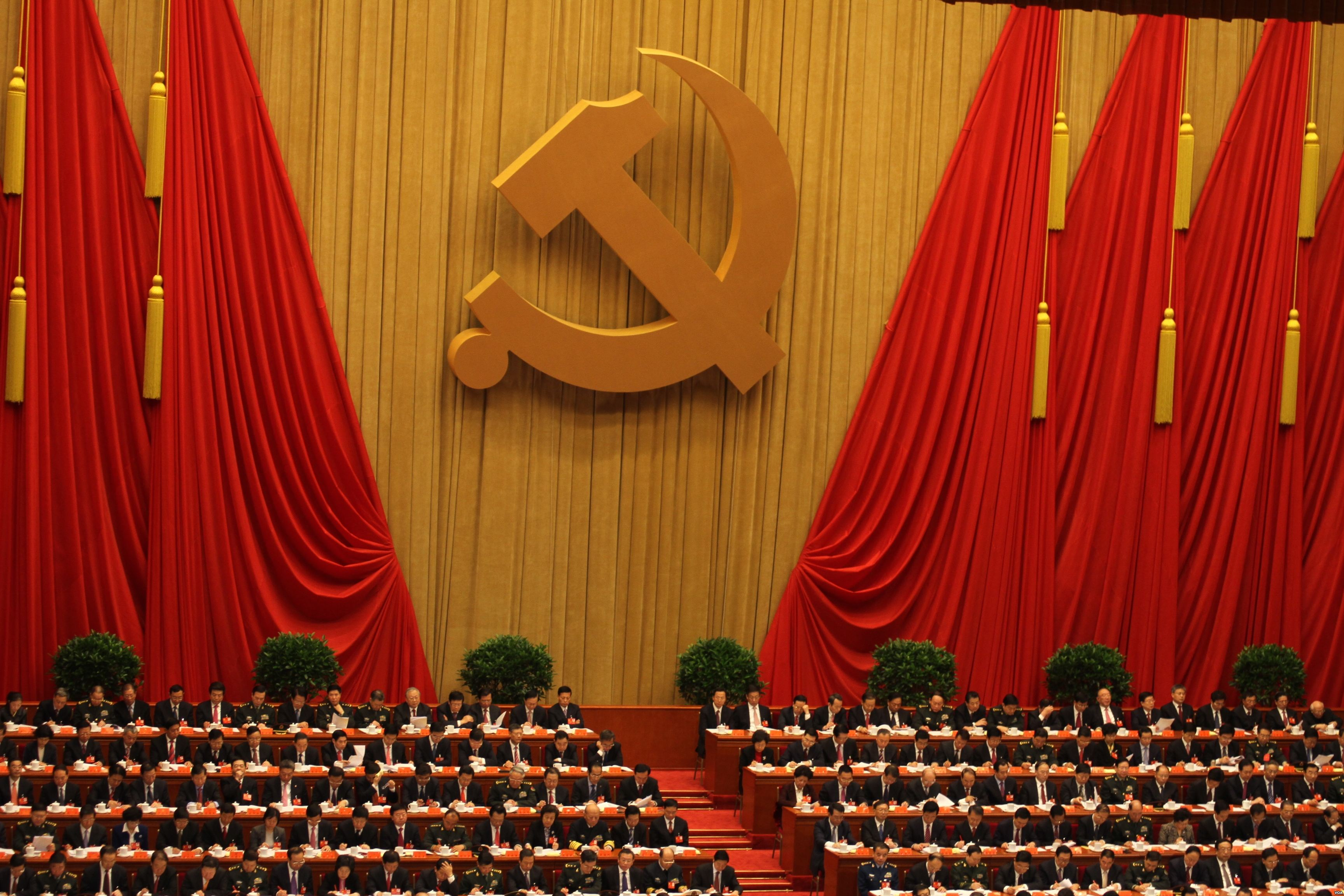
Nationaal Congres van de Communistische Partij van China

- Het partijcongres (meer dan 2000 afgevaardigden; komt eenmaal om de 5 jaar bijeen);
- Het door het partijcongres bekrachtigde Centraal Comité (205 leden) dat zelden bijeenkomt en het Politbureau (25 leden) dat eveneens zelden vergadert;
- Het Secretariaat dat bestaat uit de secretarissen van het Centraal Comité en dat o.a. over de promoties en degradaties van partijleden en de partijorganen controleert;
- Het machtige, zevenkoppige Permanent Comité van het Politbureau. Dit orgaan is hét machtsorgaan van China en komt wekelijks bijeen;
- De Centrale Militaire Commissie. Omdat de militairen zo'n belangrijke rol hebben gespeeld bij de totstandkoming van de volksrepubliek in 1949, hebben zij een eigen invloedrijke commissie in de partij. De Centrale Militaire Commissie is naast het Permanent Comité het machtigste orgaan van de CPC.

Naast de CPC telt de Volksrepubliek China nog acht partijen:
1. Revolutionair Comité van de Chinese Kwomintang（民革）
2. China Democratische Unie（民盟）
3. China Democratische Nationale Opbouworganisatie（民建）
4. China Associatie voor het Bekendmaken van Democratie（民进）
5. Chinese Democratische Partij van Boeren en Arbeiders（农工党）
6. China Zhi Gongpartij（致公党）
7. Jiusan Sociëteit
8. Taiwan Minzhu Zizhi Tongmeng（台盟）

De Chinese Democratische Partij is illegaal, maar wel actief.
In Hongkong zijn nog tal van andere partijen actief. Deze partijen zijn erkend door de Chinese overheid en als zodanig legaal.

## Media
Na de economische opening van het land in 1978 is het aantal publicaties en radio en televisiestations sterk uitgebreid. Naast de staatsmedia zijn er veel commerciële uitgevers bij gekomen.
De Chinese grondwet voorziet in vrijheid van meningsuiting en persvrijheid. In de praktijk worden alle soorten media, inclusief internet, streng gecontroleerd en gecensureerd door de autoriteiten. De staatsmedia worden gebruikt om de officiële opvattingen en de CPC-ideologie te propageren. Voor verslaggeving over politiek gevoelige onderwerpen, waaronder Tibet, Taiwan, Xinjiang en de CPC, geldt al lange tijd een ban. Deze onderwerpen zijn alleen voor het officiële persbureau Xinhua bespreekbaar. Verder zijn seks, geweld en drugs ook onbespreekbare onderwerpen.
De regering schendt nationale en internationale wettelijke garanties voor vrijheid van meningsuiting en persvrijheid. Op de persvrijheidsindex van Verslaggevers Zonder Grenzen van 2018 neemt China plaats 176 in van de 180. Alleen Syrië, Turkmenistan, Eritrea en Noord-Korea komen nog lager uit.
Het staatstoezicht op de media, met name het internet, is toegenomen onder Xi Jinping. De overheid bepaalde welke internetsites toegankelijk zijn en de rest verdwijnt achter The Great Firewall. Gebruikers van socialemedia-apps, bijvoorbeeld het zeer veel gebruikte WeChat (de Chinese variant van een combinatie van Twitter, Facebook en WhatsApp) kunnen worden bestraft voor het leveren van kritiek op de Partij. De bedrijven zijn verplicht ieder gebruiker te registreren, zodat ieder bericht naar de zender traceerbaar is. In het jaarlijkse overzicht van de niet-gouvernementele organisatie (ngo) Freedom House inzake internetvrijheid stond China in 2018 op de laatste positie. Door gebruik te maken van een Virtueel Particulier Netwerk is het mogelijk de internetcontrole nog enigszins te vermijden. Veel in het land verblijvende buitenlanders maken hiervan gebruik, maar voor meeste Chinezen is deze optie niet te benutten.

## Economie

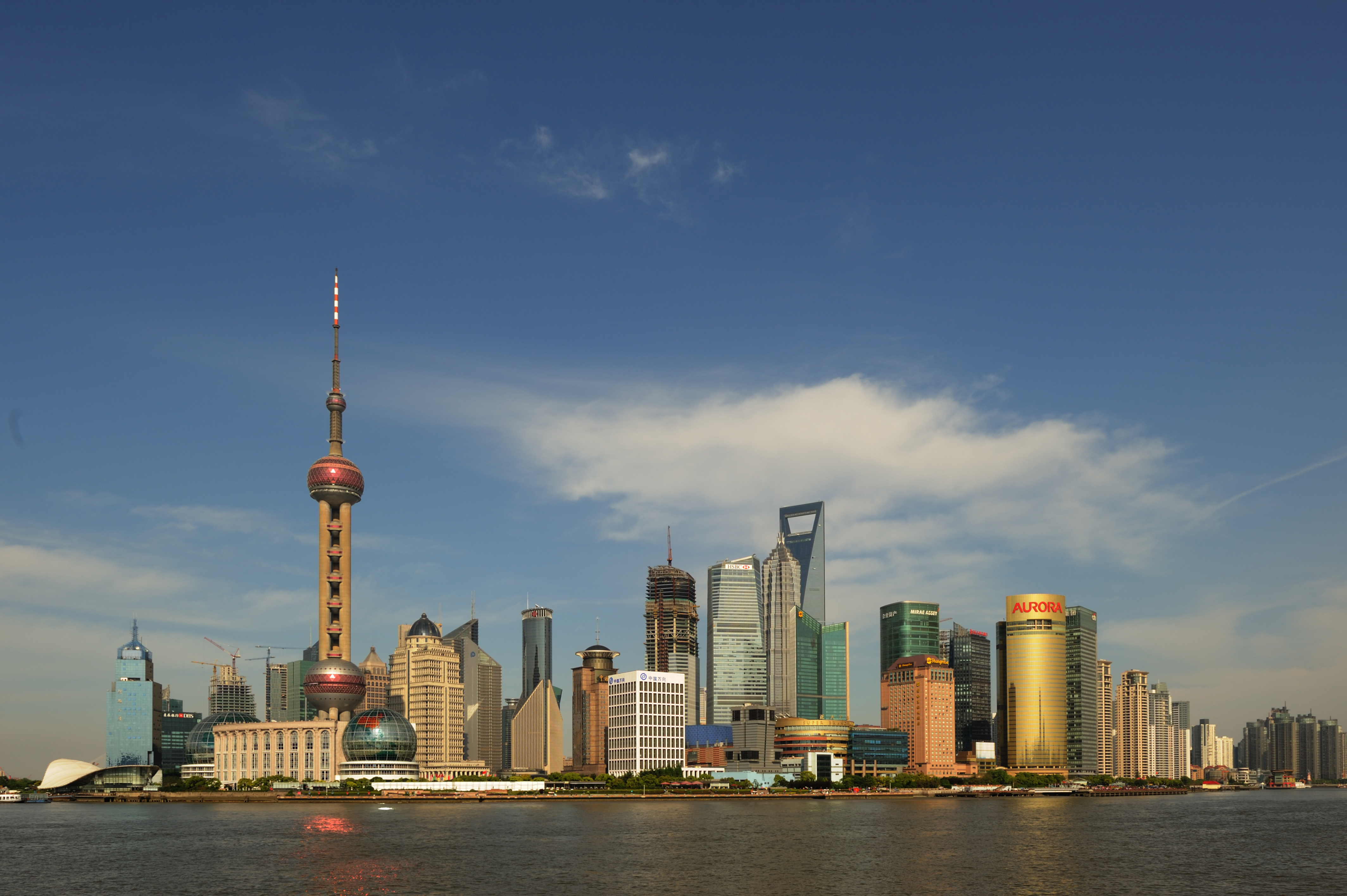
De skyline van Pudong in 2007, China's financiële en commerciële centrum.

Hoewel China nog een land in ontwikkeling is met een vrij laag inkomen per hoofd van de bevolking, heeft het een enorme economische groei ervaren sinds de jaren zeventig. Dit is voor een groot deel het resultaat van een economisch liberaliseringsbeleid. Het BBP is tussen 1978 en 1998 met 400% gestegen en de buitenlandse investeringen groeiden enorm tijdens de jaren negentig. In 2001 werd China, na 15 jaar onderhandelen, lid van de WTO. De uitdaging van China in de 21e eeuw zal zijn het hoogst gecentraliseerd politiek systeem met een steeds gedecentraliseerder economisch systeem in evenwicht te brengen.
De landbouw is veruit de belangrijkste sector: meer dan de helft van de Chinezen werkt in deze sector. Toch beperkt de landbouwgrond zich tot circa 10% van het totale Chinese landoppervlak, mede als gevolg van het ruwe, hoge terrein en grote dorre gebieden, vooral in het westen en noorden. Sinds de jaren zeventig heeft China de landbouw gedecollectiviseerd, hetgeen een enorme productiegroei heeft opgeleverd. Zelfs met deze verbeteringen vertegenwoordigt de landbouw slechts 20% van het bruto nationaal product van de natie. Ondanks aanvankelijke stijging van de inkomens van landbouwers in de vroege jaren tachtig hebben de belastingen en de prijzen het landbouwberoep minder aantrekkelijk gemaakt.
China is de grootste rijst- en tarweteler van de wereld en een belangrijke producent van sorghum, gierst, gerst, pinda's, graan, sojabonen en aardappels. China is verder de grootste producent van katoen en tabak en is een belangrijke producent van oliezaad, zijde, thee, ramee, jute, hennep, suikerriet en suikerbieten. De wijnbouw neemt enorm toe. Anno 2009 staat het land nummer 7 op de wereldranglijst van wijnproducenten.
China startte in 2021 een proefprogramma voor de commerciële aanplant van genetisch gemodificeerde maïs- en sojabonengewassen en heeft de proef in 2023 uitgebreid naar twintig counties in vijf provincies, waaronder de grote graanproducenten Hebei en Jilin, zo meldden staatsmedia, onder verwijzing naar een functionaris van het ministerie van landbouw.
Op 26 november 2022 werd publiek commentaar gevraagd over de vereisten voor herbicideregistratiegegevens voor genetisch gemodificeerde gewassen met herbicidetolerantie (concept). De nieuwe verordening vraagt om het veiligheidscertificaat voor genetisch gemodificeerde doelgewassen wanneer herbiciden zullen worden geregistreerd bij de toepassing van genetisch gemodificeerde gewassen. En de rastransformant zal ook worden vermeld in het herbicideregistratieproces. Hieruit bleek dat China bereid is het niveau van de regelgeving met betrekking tot genetisch gemodificeerde gewassen te verbeteren. De Chinese regering wil met de hoge toelatingseisen voor GMO's ervoor zorgen dat de Chinese zaadindustrie de middelen concentreert in toonaangevende zaadbedrijven.
Een nationale commissie, opgericht door het ministerie van landbouw, heeft na een voorlopig onderzoek 37 genetisch gemodificeerde maïszaad- en 14 sojabonenzaadvariëteiten goedgekeurd, zei het ministerie op 17 oktober 2023. De goedgekeurde lijst, inclusief vier maïsvariëteiten ontwikkeld door China National Seed Group Co. Ltd. en vijf sojabonenvariëteiten van Peking Dabeinong Technology Group Co. Ltd., is tot november 2023 beschikbaar voor publieke reacties. De GMO zaadvariëteiten mogen niet van buitenlandse origine zijn in het kader van de nationale veiligheid.
In 2009 is China de grootste verbruiker van energie geworden. In dat jaar werd 2.252 miljoen ton olie equivalent aan energie verbruikt in de vorm van steenkool, aardolie, aardgas, kernenergie en overige energiebronnen. De Verenigde Staten verbruikte in datzelfde jaar 2.170 miljoen ton. De enorme bevolking en snelle economische groei heeft het Chinese energieverbruik sterk doen stijgen. Het energieverbruik per hoofd van de Chinese bevolking is ongeveer 1,7 ton olie equivalent op jaarbasis, wat nog relatief laag is: voor de Verenigde Staten ligt ditzelfde getal namelijk op 6,9 ton.

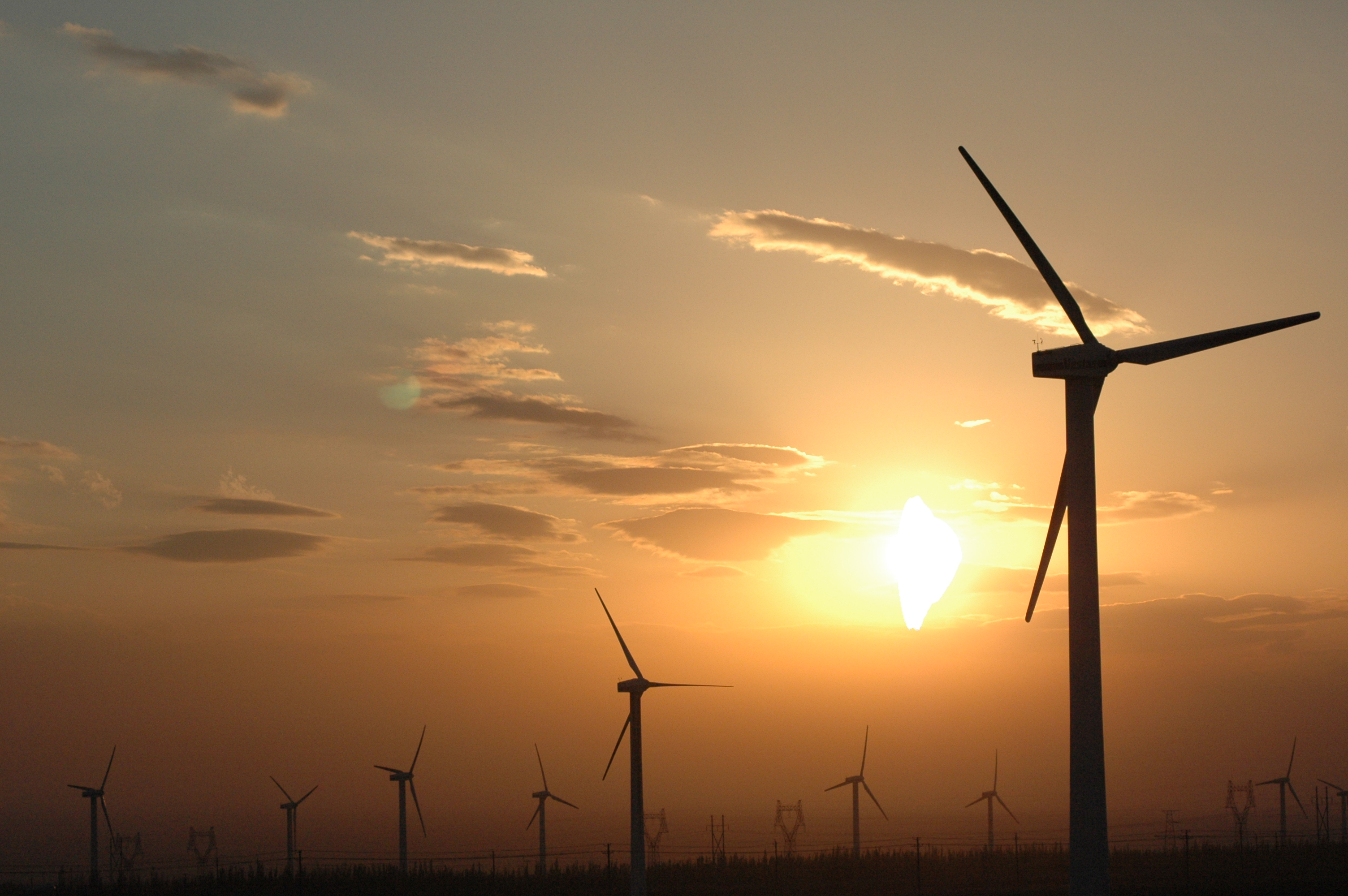
Een windmolenpark in Xinjiang.

China is een van de belangrijkste mineraalproducerende landen van de wereld. De steenkool is het overvloedigste mineraal, waardoor China ook de grootste steenkoolproducent van de wereld is. Daar tegenover staat dat China ook het land is dat de grootste investeringen doet op het gebied van groene energie met 35 miljard dollar per jaar, op nummer twee staat de VS, die op ruime afstand volgt. Belangrijke uitvoermineralen van China zijn wolframiet, antimonium, tin, magnesium, molybdeen, kwik, mangaan, bariet en zout. Tevens ziet China kernenergie als belangrijk instrument in de strijd tegen klimaatverandering (Kernenergie in China).
In China zijn Speciale Economische Zones sinds de jaren 70 opgericht, waar meer vrijheid van handel is, om zo buitenlandse investeerders te trekken.
Volgens de Financial Times Global 500 behoren drie Chinese bedrijven tot de tien meest waardevolle ondernemingen (naar marktkapitalisatie) ter wereld, dit zijn PetroChina, de Industrial and Commercial Bank of China en de China Construction Bank.

### Inkomensongelijkheid
Op basis van gegevens uit 2012 heeft China een Gini-coëfficiënt van 0,49 aldus onderzoekers van de Universiteit van Peking. De Wereldbank vindt bij een uitkomst meer dan 0,4 dat er sprake is van significante inkomensongelijkheid. Alleen Zuid-Afrika en Brazilië komen nog hoger uit met Gini-waarden van 0,63 en 0,53 respectievelijk. Het vergelijkbare cijfer voor de Verenigde Staten is 0,41 en voor Duitsland 0,3. De armste 25% van alle Chinese huishoudens hebben slechts een aandeel van 1% in het totale vermogen in het land. Volgens de officiële statistieken van het land was de Gini-coëfficiënt 0,47 in 2014 komende van 0,48 in 2011.
Ondanks de grote economische vooruitgang leeft nog steeds een deel van de bevolking in grote armoede. Volgens het Ontwikkelingsprogramma van de Verenigde Naties leefde in 2014 in de Volksrepubliek China 5,2% van de bevolking onder de armoedegrens, vergelijkbaar met ruim 71 miljoen mensen. Deze armoede concentreert zich hoofdzakelijk op het platteland. Zo'n 20% van de werkenden heeft een inkomen van minder dan twee dollar per dag.
De overheid tracht met het China Western Development-programma meer werkgelegenheid vanuit het oosten naar het binnenland te verplaatsen. Hiertoe worden grote investeringen gedaan in de infrastructuur, onder meer in het opzetten van luchthavens, snelwegen en elektriciteitscentrales. Daarnaast worden ook investeringen door (buitenlandse) bedrijven aangemoedigd, die tegenwoordig ook fabrieken in steden als Chongqing en Chengdu opzetten. De Chinese regering is de laatste tijd bezig om het ‘dibao’ programma te versterken. ‘Dibao’ staat voor ‘lage zekerheid’ en deze term wordt al sinds de Mao-jaren gebruikt om mensen te ondersteunen die financieel zwak staan. In 2013 werden rond de 12 miljoen mensen boven de armoede grens ‘geholpen’. En volgens de Wereldbank lag het percentage mensen dat onder de armoedegrens leeft in 1981 nog rond de 88%, in 2007 was dat spectaculair gedaald naar 6,5%. Armoedebestrijding is nog steeds een belangrijk beleidspunt van de regering. Naar verwachting zullen in 2020 ook de resterende 71 miljoen plattelanders boven de armoedegrens komen. De Chinese regering heeft beloofd de taak te zullen voltooien, met als doel de ergste armoede op het platteland in 2020 tot nul te hebben teruggebracht.

### Niet-gouvernementele organisaties
De niet-gouvernementele organisaties worden als lange arm van buitenlandse overheden beschouwd en onder de Chinese president Xi Jinping harder dan ooit aangepakt. Volgens het bewind worden ngo's gebruikt om westerse normen en waarden te exporteren naar China. De wet, de “Administrative Law on Activities of Overseas Non-government Organizations within the Territory of the People’s Republic of China”, lijkt een volgende stap in het beleid van president Xi Jinping om buitenlandse invloeden op de Chinese maatschappij te beperken. Activiteiten op het gebied van politiek, religie en winstgevende activiteiten worden in de wet uitdrukkelijk verboden voor buitenlandse ngo's. Buitenlanders die zich schuldig maken aan overtredingen van de regelgeving kunnen worden gedetineerd en lopen het risico op deportatie en verdere vervolging. De wet wordt gezien als een nieuwe stap in een reeks van pogingen om de invloed van 'vijandelijke krachten', die vaak uit het buitenland komen, aan te pakken. In een recente video die het ministerie van openbare veiligheid, dat over de politie gaat, op internet zette, worden buitenlandse ngo's en diplomaten ervan beschuldigd een 'kleurenrevolutie' te willen ontketenen: burgers inzetten ter promotie van westerse democratie.
Volgens de wet, die komend jaar in werking treedt, mogen buitenlandse ngo's de staatsveiligheid en 'etnische eenheid' van China niet in gevaar brengen. Ze moeten een Chinese sponsor hebben en zich laten registreren bij de politie. Die krijgt ruime bevoegdheden om ngo-medewerkers te ondervragen, huiszoeking te doen, financiën in kaart te brengen en activiteiten aan banden te leggen. De wet bevat ook een bepaling dat de politie ongewenste organisaties op een zwarte lijst kan zetten en het werken in China kan verbieden. Dit geldt voor groepen die over de schreef zijn gegaan, 'van het openbaren van staatsgeheimen tot het verspreiden van geruchten of laster dan wel het anderszins in omloop brengen van schadelijke informatie die de staatsveiligheid kan bedreigen'. De nieuwe wet, is onderdeel van een groot pakket wetgeving (met onder meer een antiterrorisme- en een cyberveiligheidswet) waarmee president Xi Jinping westerse invloeden op de Chinese maatschappij en daardoor geïnspireerde binnenlandse kritiek wil gaan inperken.
China volgt met de wet het voorbeeld van onder meer Rusland, dat enkele jaren geleden al een wet afkondigde op buitenlandse ngo's. Die moeten zich daar laten registreren als 'buitenlandse agenten' en worden ook aan strenge controles onderworpen.

## Transport

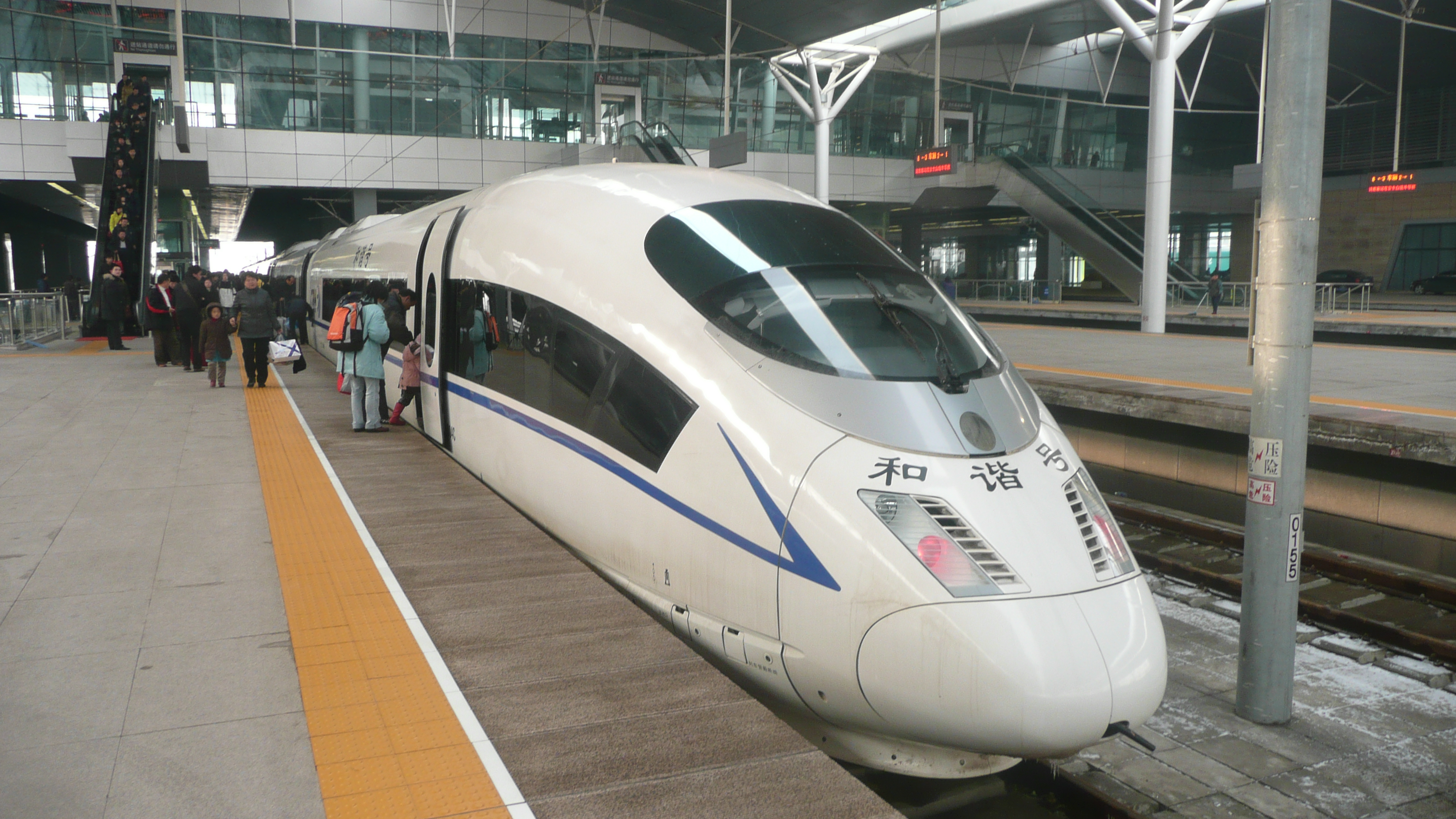
Een hogesnelheidstrein op het station in Tianjin.

Sinds de jaren negentig wordt in het kader van de economische ontwikkeling enorm veel geïnvesteerd in de infrastructuur. Zo is het Chinese autosnelwegennet het grootste ter wereld en is het Chinese hogesnelheidstreinennetwerk ook het grootste ter wereld. In China worden sinds 2009 ook de meeste auto's verkocht.
Het binnenlandse netwerk van luchthavens bestaat in 2015 uit 210 geregistreerde vliegvelden. Vanwege verscheidene ongelukken met vliegtuigen in de jaren negentig zag de overheid zich genoodzaakt om luchtvaart veiliger te maken. Veel vliegtuigen van Westerse makelij zijn aangeschaft. Sinds 2002 is het aantal vliegincidenten en -ongelukken drastisch naar beneden gegaan. Air China, China Southern Airlines en China Eastern Airlines namen in 2015 driekwart van het passagiersvervoer in het land voor hun rekening.
De Chinese vliegtuigenfabrikant Comac werd in 2009 opgericht om passagiersvliegtuigen van eigen makelij te gaan ontwikkelen. De Comac C919 voerde haar eerste testvlucht uit in mei 2017. De C919 is vergelijkbaar met de Europese Airbus A320 en de Amerikaanse Boeing 737. Volgens Comac heeft de C919 een bereik van 4075 kilometer. Een speciale versie voor langere vluchten kan 5555 kilometer ver vliegen. China en Rusland maakten bekend samen een widebodyvliegtuig te ontwikkelen, die moet gaan concurreren met toestellen van Airbus en Boeing. De Chinese vliegtuigbouwer Comac en de Russische tegenhanger UAC hebben een joint venture opgericht voor de ontwikkeling en de bouw van het nieuwe toestel. Het tweemotorige vliegtuig van de China-Russia Commercial Aircraft Corporation (CRAIC) zou 280 passagiers over een afstand van 12.000 kilometer moeten kunnen vervoeren, meldt Bloomberg. Met de ontwikkeling zou een bedrag van minimaal dertien miljard dollar gemoeid zijn. Beide landen dragen 50% van de ontwikkelingskosten.
Voor het vervoer binnen de steden wordt veel gebruikgemaakt van de metro, die momenteel aanwezig is in Changchun, Chongqing, Dalian, Guangzhou, Hongkong, Nanjing, Peking, Shanghai, Shenyang, Shenzhen, Tianjin en Wuhan. De metro van Shanghai is met een lengte van 420 kilometer de langste ter wereld. Op korte termijn zullen er nog ongeveer tien steden aan het lijstje toegevoegd kunnen worden, op de lange termijn streeft men naar metro's in 87 steden. Shanghai heeft tevens als eerste stad ter wereld een magneetzweeftrein in dienst, die tussen de internationale luchthaven en het stadscentrum rijdt.
Havens spelen een belangrijke rol bij het binnenlands en internationaal handelsverkeer. In totaal werd in 2013 ruim 7000 miljoen ton in de diverse zeehavens overgeslagen. De haven van Ningbo-Zhoushan is met 800 miljoen ton de grootste van China gevolgd door de haven van Shanghai met ruim 680 miljoen ton.

## Eten en drinken
Thee speelt in heel China een belangrijke rol. Thee heeft veel positieve eigenschappen voor de gezondheid. In Peking bevinden zich veel theehuizen, waar verschillende soorten thee kunnen worden gedronken, op de traditionele manier bereid.
In Peking worden de gerechten bereid volgens de Mandarijnse keuken. Pekingeend is een lokaal beroemd gerecht, dat inmiddels over de gehele wereld in Chinese restaurants kan worden gegeten. Een ander bekend gerecht is het Manhan Quanxi ("Mantsjoe-Han-chinees banket"), wat een traditioneel banket is van de Mantsjoekeizers van de Qing-dynastie; ook tegenwoordig blijft het copieus (en zeer prijzig).
In China spreekt men vaak van de 'acht keukens' of 'acht culinaire tradities' (八大菜系), waarin elke keuken haar eigen karakteristieke smaak en kenmerken kent.